# ウィリアム・メレル・ヴォーリズ
ウィリアム・メレル・ヴォーリズ（William Merrell Vories、一柳米来留〈ひとつやなぎ めれる〉、1880年10月28日 - 1964年（昭和39年）5月7日）は、アメリカ合衆国（米国）に生まれ、日本で数多くの西洋建築を手懸けた建築家、キリスト教プロテスタントの信徒伝道者、社会事業家、実業家。
1905年（明治38年）にYMCA派遣の英語教師として来日し、生徒のキリスト教青年会（YMCA）活動を通して滋賀県内の伝道を始め、プロテスタントの伝道団体「近江ミッション」を興した。それを支える資金活動として建築事務所「ヴォーリズ合名会社」を興し、こんにちの近江兄弟社グループを築いた。伝道のほか、自給自足の精神で、病院や学校の開設などの社会事業を行った。建築設計は学生時代に独学で学んだ設計をし、米国で主流であったコロニアル・スタイルやスパニッシュ・スタイルなど様々な様式の建築物を設計。関西を中心に多くの作品を残した。
メンソレータム（現在はロート製薬の商標、近江兄弟社は「メンターム」として販売）を広く日本に普及させた実業家でもある。
若い時期から素描、詩作、オルガン演奏に秀で、讃美歌や同志社カレッジソングなどの作詞作曲を手がけ、ハモンドオルガンを日本に紹介したことでも知られる。

## 概要
米国カンザス州レブンワース生まれ。1905年2月、滋賀県立商業学校（現：滋賀県立八幡商業高等学校）にYMCA派遣の英語教師として八幡町（現在の近江八幡市）に着任。合わせて膳所中学と彦根中学でも週1日を教え、各3校の放課後に聖書研究会を開きキリスト教伝道を始めた。しかし仏教徒からの反発があり2年間で教職を解かれた。1907年（明治40年）に自前の近江八幡YMCA会館を建てた直後に解任されたため、その会館を拠点で近江伝道を続ける決意をし、資金活動として特技だった建築設計をミッション関係者に提供するようになった。
1908年（明治41年）秋から1年間、京都YMCA会館新築工事の現場監督を週3日行う。1910年1月末から10ヶ月渡米してYMCA施設の研究と伝道支援者を募る活動をし、米国人建築士レスター・チェーピン（Lester Grover Chapin）を伴って日本に戻り、吉田悦藏と3人で建築設計監督事務所「ヴォーリズ合名会社」を設立した。建築設計スタッフを需要に合わせて次第に増やし、近江八幡を中心としながらも軽井沢、東京、大阪と支所増やし、日本各地でアメリカン・スタイルの建築の設計を数多く手懸けた。住宅、寄宿舎、学校、教会、YMCA会館、病院、音楽専用ホール、百貨店など、その種類も様式も多彩である。
伝道の部門は「近江ミッション」と呼び、伝道をする仲間を徐々に増やし1914年からは両親も加わって滋賀県内各地に伝道を拡げた。特に早稲田大学英語教師だったポール・ウォーターハウスらの伝道船「ガリラヤ丸」による湖西・湖北へ伝道は効果的であった。
近江ミッションのメンバーの増加によって、大正期には婦人による自発的な活動「婦人部」、結核療養所「近江療養院」、「清友園幼稚園」、昭和期には「近江勤労女学校」、「近江向上学園」、「近江家政塾」など特色あるキリスト教主義の社会活動が行われた。
伝道を支える資金活動はヴォーリズ合名会社創立以来建築材料の輸入販売も行っていたが、販売業の本格化をするため1920年（大正9年）に近江セールズ株式会社を設立し建築材料、家庭薬、鍵盤楽器などの輸入販売を行った。
1941年（昭和16年）に日本に帰化してからは、華族の一柳末徳子爵の令嬢満喜子夫人の姓をとって一柳米来留（ひとつやなぎ めれる）と名乗った。「米来留」とは「米国より来りて留まる」という決意を表している。
近江商人発祥の地である滋賀県八幡（現：近江八幡市）を拠点に精力的に活動した。夏季には避暑地の長野県軽井沢に拠点を移し、こちらでも数多くの建築を手がけた。また、太平洋戦争終戦直後、連合国軍総司令官ダグラス・マッカーサーと近衛文麿との仲介工作に尽力したことから、「天皇を守ったアメリカ人」とも称される。

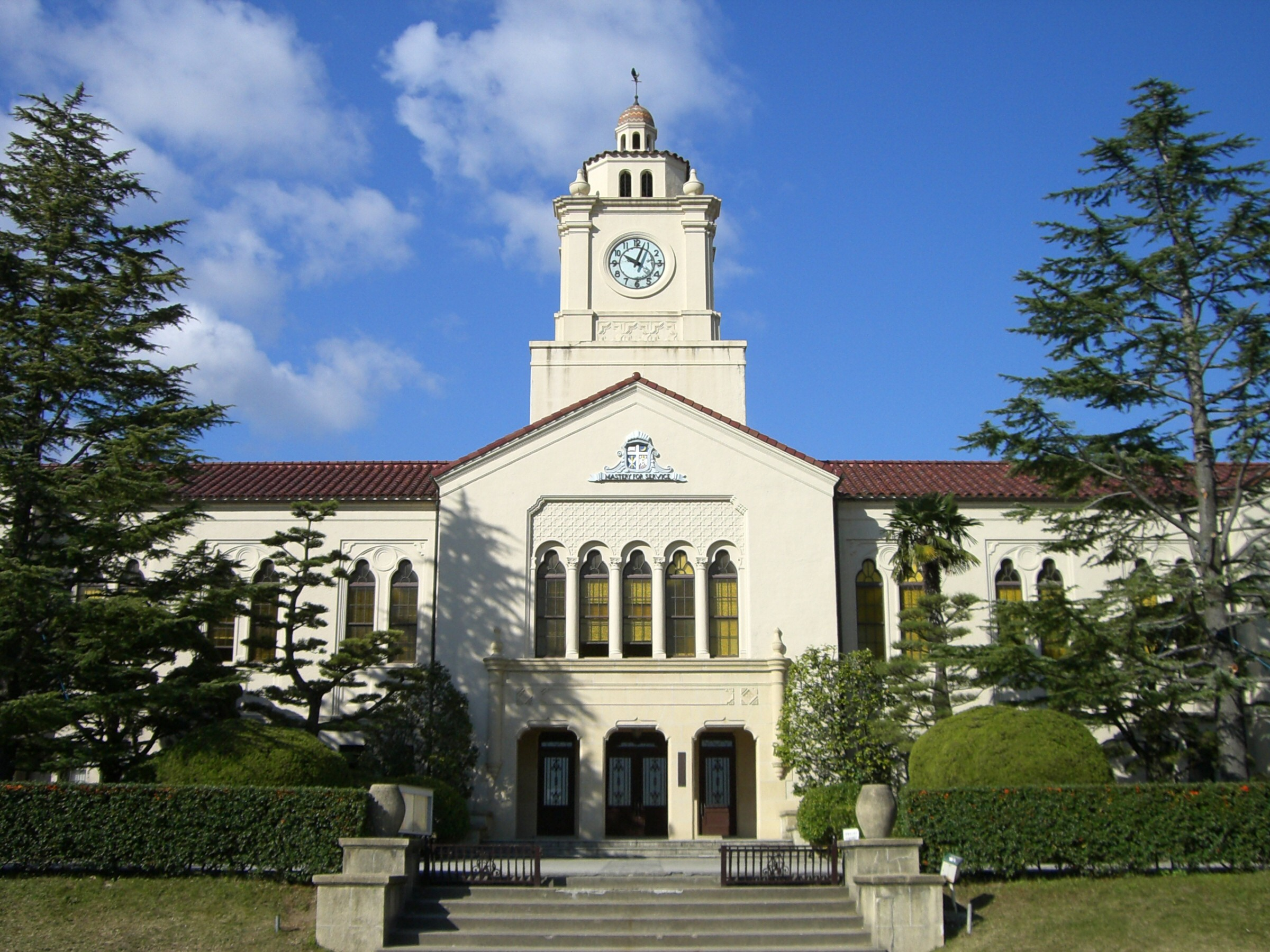
関西学院大学
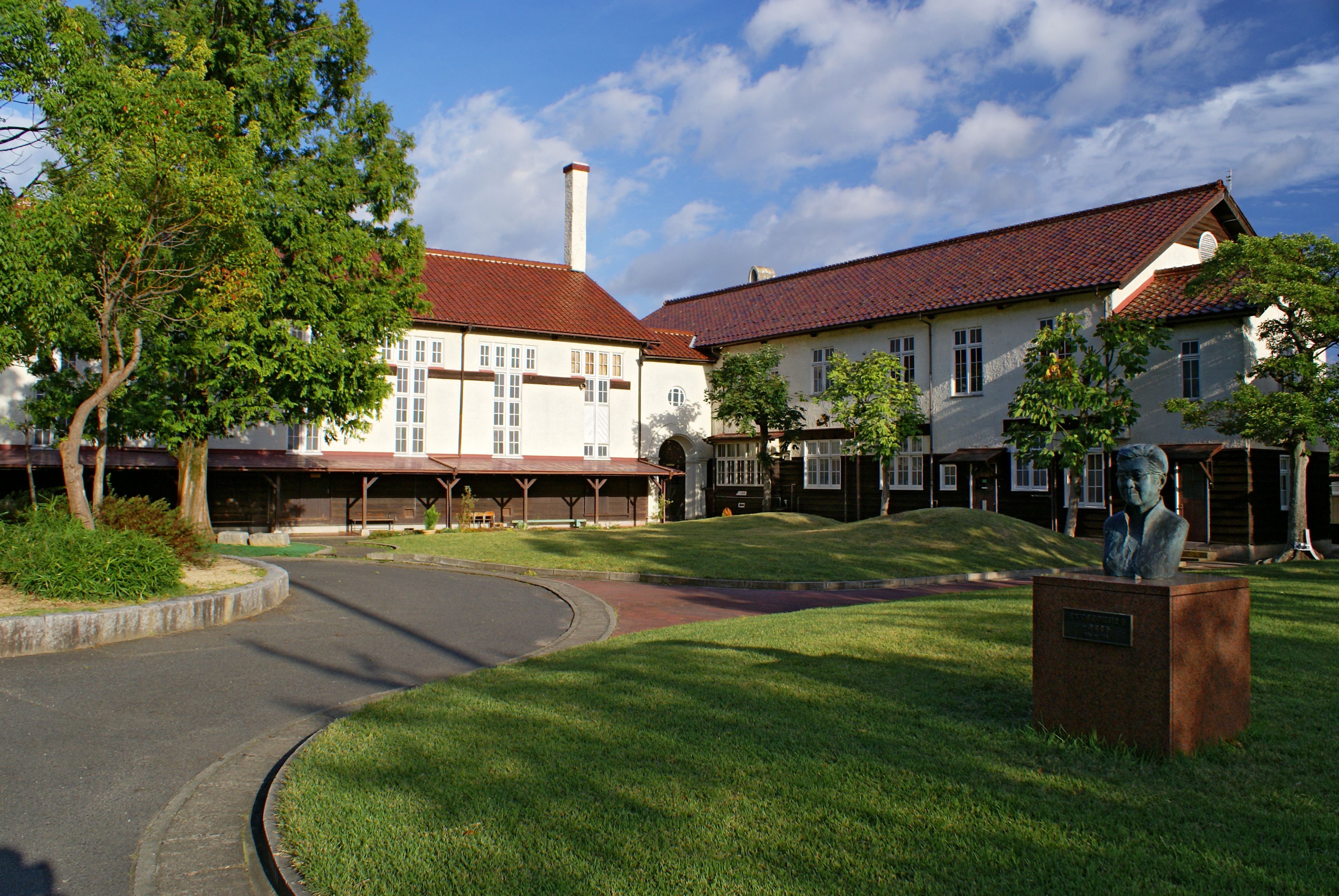
近江兄弟社中学校・高等学校
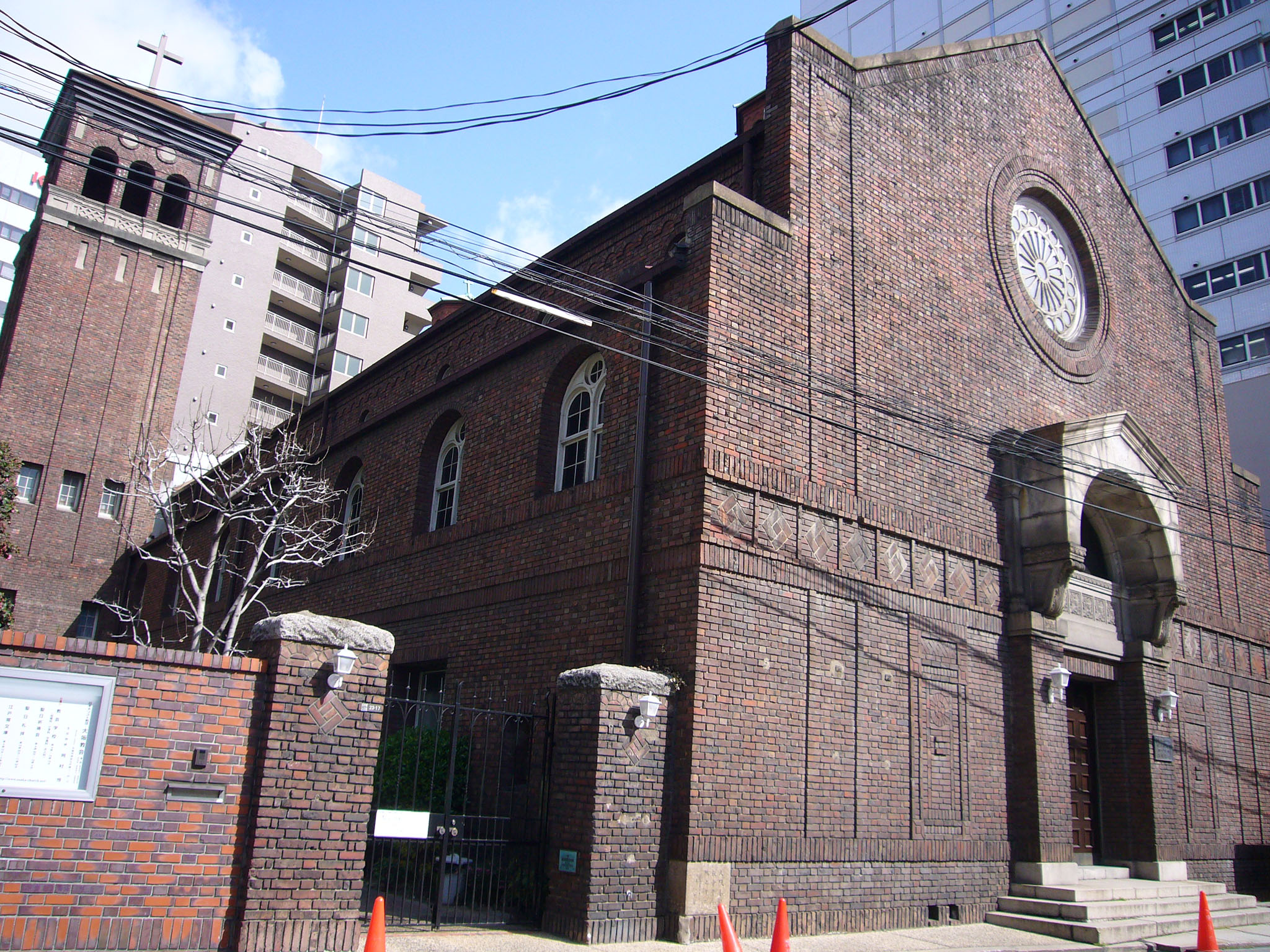
日本基督教団 大阪教会
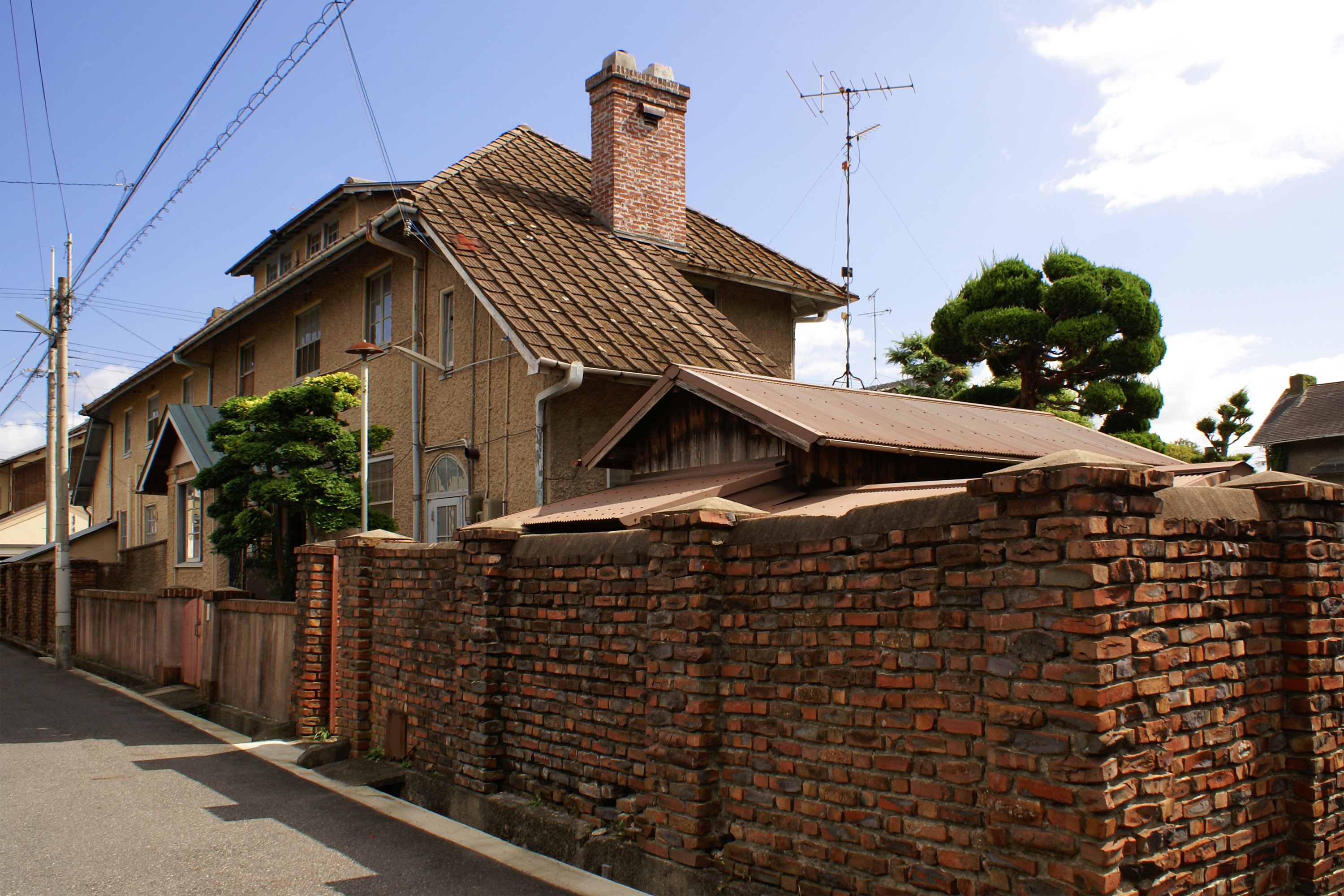
池田町洋館街
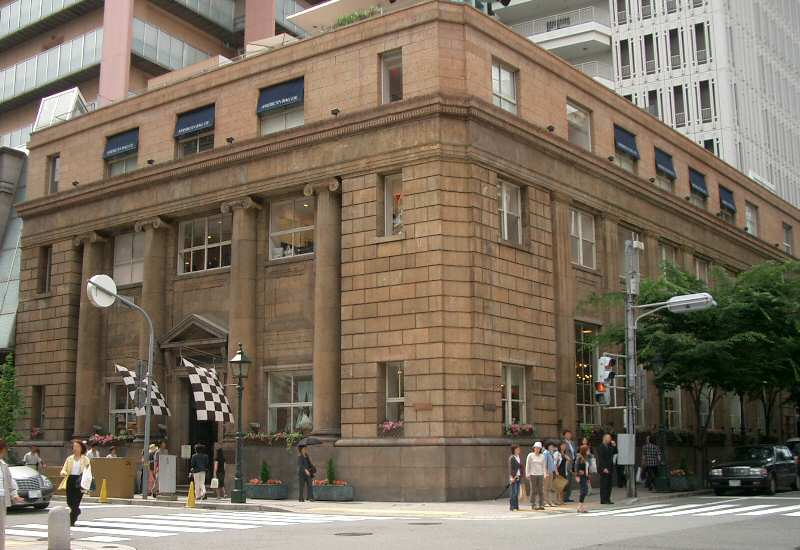
神戸旧居留地38番館

## 略歴
- 1880年 - 米国カンザス州レブンワースで生まれる。
- 1882年 - この頃から教会の礼拝に出席するようになり、後日、幼児洗礼を受ける。弟ジョンJr.（ジャック）生まれる。
- 1888年 - 米国アリゾナ州フラッグスタッフに一家で転居。
- 1896年 - 米国コロラド州デンバーに一家で転居。イーストデンバー高校に入学[7]
- 1900年 - イーストデンバー高校を卒業。コロラドカレッジに入学し、YMCA活動を開始。
  - 当初は建築家志望でマサチューセッツ工科大学への入学が決定していたが、家庭の経済状況を考えて近くのコロラドカレッジに入学、3年目に工科大学に転校する予定にしていた。
- 1902年 - トロントの世界学生宣教義勇軍大会での講演に感激し、外国伝道への献身を決意する。（のちの関西学院第4代院長のベーツもこの大会に参加していた。）この決意により転校せず教養学課程を続け、建築設計の自習を続けた。
- 1904年 - コロラドカレッジをPh. B.（同大学のBachelar of Philosophyは教養学士号の優秀者に与えられたもの）を取得して卒業し、コロラドスプリングスYMCAの主事補となる。
- 1905年（明治38年） - 滋賀県立商業学校（現：滋賀県立八幡商業高等学校）にYMCA派遣の英語教師として赴任[1]。
- 1907年（明治40年） - 自らが設計した八幡基督教青年会館（近江八幡YMCA会館）が完成するも英語教師を解任される。自費で近江伝道を続ける決意をするとともに、その資金活動としてミッション関係者向けに建築設計を始める。
- 1908年（明治41年） - 京都YMCA会館新築工事現場監督を担当。同会館内に建築設計監督事務所を開業する（後のヴォーリズ建築事務所）[7]。
- 1910年（明治43年） - 米国へ一時帰国し、メンソレータム社の創業者ハイドと出会う[7]。10カ月の滞在後、建築士のレスター・チェーピンらを伴って日本に戻る。レスター・チェーピン、吉田悦蔵と3人で「ヴォーリズ合名会社」設立。伝道活動を近江ミッション（近江基督教伝道団）と称す。
- 1911年（明治44年） - ヴォーリズ合名会社の事務所棟竣工。
- 1912年（明治45年・大正元年） - ヴォーリズ合名会社軽井沢事務所を開設[7]。
- 1913年（大正2年） - 病気療養のため米国へ帰国。ハイドに再会。日本でのメンソレータム販売代理店となる[7]。
- 1914年（大正3年） - 日本に移住する両親を伴い、近江八幡に戻る[7]。
- 1915年（大正4年） - ヴォーリズ合名会社束京事務所開設。
- 1918年（大正7年） - 結核療養所「近江療養院」（近江サナトリアム、現：ヴォーリズ記念病院）開設。
- 1919年（大正8年） - 子爵令嬢一柳満喜子と結婚。結婚式は自らが設計した明治学院の礼拝堂で挙げた。
- 1920年（大正9年） - ヴォーリズ合名会社を解散し「W・M・ヴォーリズ建築事務所」および「近江セールズ株式会社」を設立する。
- 1922年（大正11年） - ヴォーリズ建築事務所大阪事務所開設。清友園幼稚園を開園。
- 1923年（大正12年） - 米原紫苑会館内に米原シオン幼稚園を開園。『吾家の設計』を出版。
- 1924年（大正13年） - 団員100名を超える。『吾家の設備』を出版。
- 1930年 - 母校コロラドカレッジよりLLD（名誉法学博士号）を受ける[注 2]。
- 1934年（昭和9年） - 「近江ミッション」を「近江兄弟社」と改称。また、「湖畔プレス社」を設立。
- 1941年（昭和16年） - 日本国籍を取得し、一柳米来留（ひとつやなぎ めれる）と改名。ヴォーリズ建築事務所を一柳建築事務所と改称。
- 1944年（昭和19年） - 株式会社近江兄弟社を設立。一柳建築事務所を解散。建築設計業務を停止[7]。
- 1945年（昭和20年） - 太平洋戦争に敗れた日本に進駐したマッカーサーと近衛文麿との仲介工作を行ったとされる。
- 1946年（昭和21年） - 近江兄弟社内に建築部が復活。建築設計業務を再開[7]。
- 1949年（昭和24年） - 帰国する際に昭和天皇に拝謁する機会を得る[8]。
- 1951年（昭和26年） - 藍綬褒章を受章（社会公共事業に対する功績による）。また、『失敗者の自叙伝』を『湖畔の声』に連載（1957年まで）。
- 1957年（昭和32年） - くも膜下出血のため軽井沢で倒れ、療養生活に入る。
- 1958年（昭和33年） - 近江八幡市名誉市民第一号に選ばれる[1]。
- 1961年（昭和36年） - 黄綬褒章を受章（建築業界における功績による）。株式会社一粒社ヴォーリズ建築事務所が独立し、大阪に事務所を開設[7]。
- 1964年（昭和39年） - 近江八幡市慈恩寺町元11の自邸（現：ヴォーリズ記念館）2階の自室にて永眠。83歳。近江八幡市民葬および近江兄弟社葬の合同葬が行われ、遺骨は近江ミッションの納骨堂である恒春園（近江八幡市北之庄町）[注 3]に収められる。没後、正五位に叙され、勲三等瑞宝章を受章する。
- 2014年（平成26年） - 神戸女学院大学の建物群がヴォーリズ建築初の重要文化財に指定される。

## 代表建築
ウィキメディア・コモンズと日本語版カテゴリページにも画像があります。

### 教会関係
（学校付属の教会建築は#学校を参照）
| 建造物名                                              | 年                 | 所在地                 | 状態                          | 備考                                                                   |  |
| ----------------------------------------------------- | ------------------ | ---------------------- | ----------------------------- | ---------------------------------------------------------------------- |  |
| 近江八幡YMCA会館                                      | 1907年（明治40年） | 滋賀県近江八幡市       | 現存せず。 1934年に再建された | ヴォーリズの第一作。同会館内に建築設計監督事務所を開業している。       |  |
| 日本基督教団福島教会                                  | 1909年（明治42年） | 福島県福島市           | 現存せず。                    | 国の登録有形文化財だったが、東日本大震災で被災して取り壊し。           |  |
| 日本バプテスト同盟京都バプテスト教会                  | 1912年（明治45年） | 京都市上京区           | 礼拝堂部分のみ現存            |                                                                        |  |
| 日本基督教団京都御幸町教会                            | 1913年（大正2年）  | 京都市中京区           | 京都市指定有形文化財          |                                                                        |  |
| 国際青少年センターYMCA東山荘                          | 1915年（大正4年）  | 静岡県御殿場市         | 宿泊・研修施設                |                                                                        |  |
| 日本福音ルーテル久留米教会                            | 1918年（大正7年）  | 福岡県久留米市         | 登録有形文化財                | [ 10 ]                                                                 |  |
| 軽井沢ユニオンチャーチ                                | 1918年（大正7年）  | 長野県軽井沢町         |                               |                                                                        |  |
| 米原基督教会館                                        | 1920年（大正9年）  | 滋賀県米原市           |                               | [ 11 ]                                                                 |  |
| 早稲田奉仕園スコットホール （日本基督教団早稲田教会） | 1921年（大正10年） | 東京都新宿区           | 東京都選定歴史的建造物        | 設計原案                                                               |  |
| 今津基督教会館(今津教会)                              | 1922年（大正11年） | 滋賀県今津             |                               | [ 11 ]                                                                 |  |
| 日本基督教団大阪教会                                  | 1922年（大正11年） | 大阪市西区             | 登録有形文化財                |                                                                        |  |
| 日本基督教団武蔵豊岡教会                              | 1923年（大正12年） | 埼玉県入間市           |                               |                                                                        |  |
| フレンズセンター(キリスト友会日本年会)                | 1923年（大正12年） | 東京都港区             |                               |                                                                        |  |
| 近江ミッション納骨堂(恒春園)                          | 1925年（大正13年） | 滋賀県近江八幡市       |                               | [ 11 ]                                                                 |  |
| 日本基督教団大阪福島教会                              | 1926年（昭和元年） | 大阪市福島区           |                               | [ 12 ]                                                                 |  |
| 日本基督教団福島新町教会                              | 1927年（昭和2年）  | 福島県福島市           |                               |                                                                        |  |
| 野田基督教会館(近江野田教会)                          | 1927年（昭和2年）  | 滋賀県野洲市野田       |                               | [ 11 ]                                                                 |  |
| 旧神戸ユニオン教会                                    | 1928年（昭和3年）  | 兵庫県神戸市中央区     | 登録有形文化財                |                                                                        |  |
| 日本基督教団大津教会・愛光幼稚園                      | 1928年（昭和3年）  | 滋賀県大津市           |                               |                                                                        |  |
| 丹波教会殿田会堂                                      | 1929年（昭和4年）  | 京都府南丹市日吉町殿田 | 現存せず。                    | 昭和30年代始めまであった。                                             |  |
| 日本キリスト教会池田教会                              | 1929年（昭和4年）  | 大阪府池田市           | 現存せず。                    | 阪急宝塚本線池田駅前再開発に伴い、1985年、同じ呉服町内に新教会を献堂。 |  |
| 日本基督教団堅田教会                                  | 1930年（昭和5年）  | 滋賀県大津市           | 登録有形文化財                |                                                                        |  |
| 日本基督教団浪花教会                                  | 1930年（昭和5年）  | 大阪市中央区           |                               | 竹中工務店と共同設計                                                   |  |
| 日本基督教団水口教会                                  | 1930年（昭和5年）  | 滋賀県甲賀市           | 登録有形文化財                |                                                                        |  |
| 日本基督教団今津教会会堂                              | 1933年（昭和8年）  | 滋賀県高島市           |                               |                                                                        |  |
| 旧近江八幡YMCA会館 (アンドリュース記念館)             | 1935年（昭和10年） | 滋賀県近江八幡市       | 登録有形文化財                |                                                                        |  |
| 博愛社礼拝堂                                          | 1935年（昭和10年） | 大阪市淀川区           |                               |                                                                        |  |
| 救世軍京都小隊                                        | 1935年（昭和10年） | 京都市下京区           |                               |                                                                        |  |
| 旧近江サナトリウム （ヴォーリズ記念病院礼拝堂）       | 1936年（昭和11年） | 滋賀県近江八幡市       | 登録有形文化財                |                                                                        |  |
| 日本聖公会京都復活教会                                | 1936年（昭和11年） | 京都市北区             |                               |                                                                        |  |
| 京都YWCA会館                                          | 1936年（昭和11年） | 京都市上京区           | 現・サマリア館                |                                                                        |  |
| 日本基督教団大宮前教会                                | 1936年（昭和11年） | 東京都杉並区           |                               |                                                                        |  |
| 日本聖公会高田降臨教会聖堂及び会館                    | 1938年（昭和13年） | 新潟県上越市           |                               |                                                                        |  |
| 日本基督教団中濃教会（現：牧師館）                    | 1946年（昭和21年） | 岐阜県加茂郡坂祝町     |                               |                                                                        |  |
| 日本福音ルーテル熊本教会                              | 1950年（昭和25年） | 熊本県熊本市           |                               |                                                                        |  |
| 日本福音ルーテル復活教会                              | 1953年（昭和28年） | 愛知県名古屋市東区     | 登録有形文化財                |                                                                        |  |
| 日本福音ルーテル岡崎教会教会堂                        | 1953年（昭和28年） | 愛知県岡崎市           | 登録有形文化財                |                                                                        |  |
| 日本基督教団近江金田教会                              | 1959年（昭和34年） | 滋賀県近江八幡市       | 登録有形文化財                |                                                                        |  |

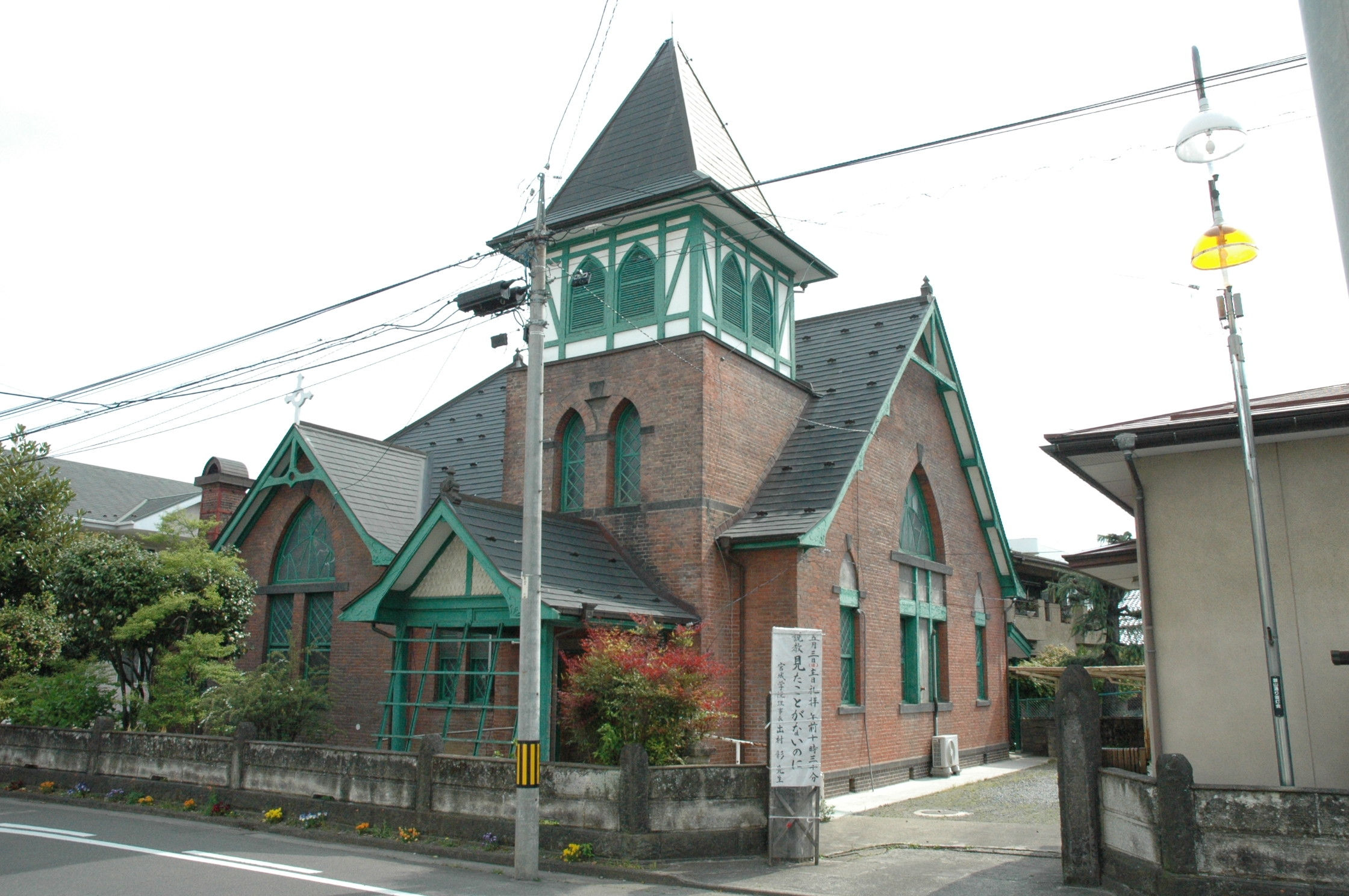
日本基督教団福島教会 1909年
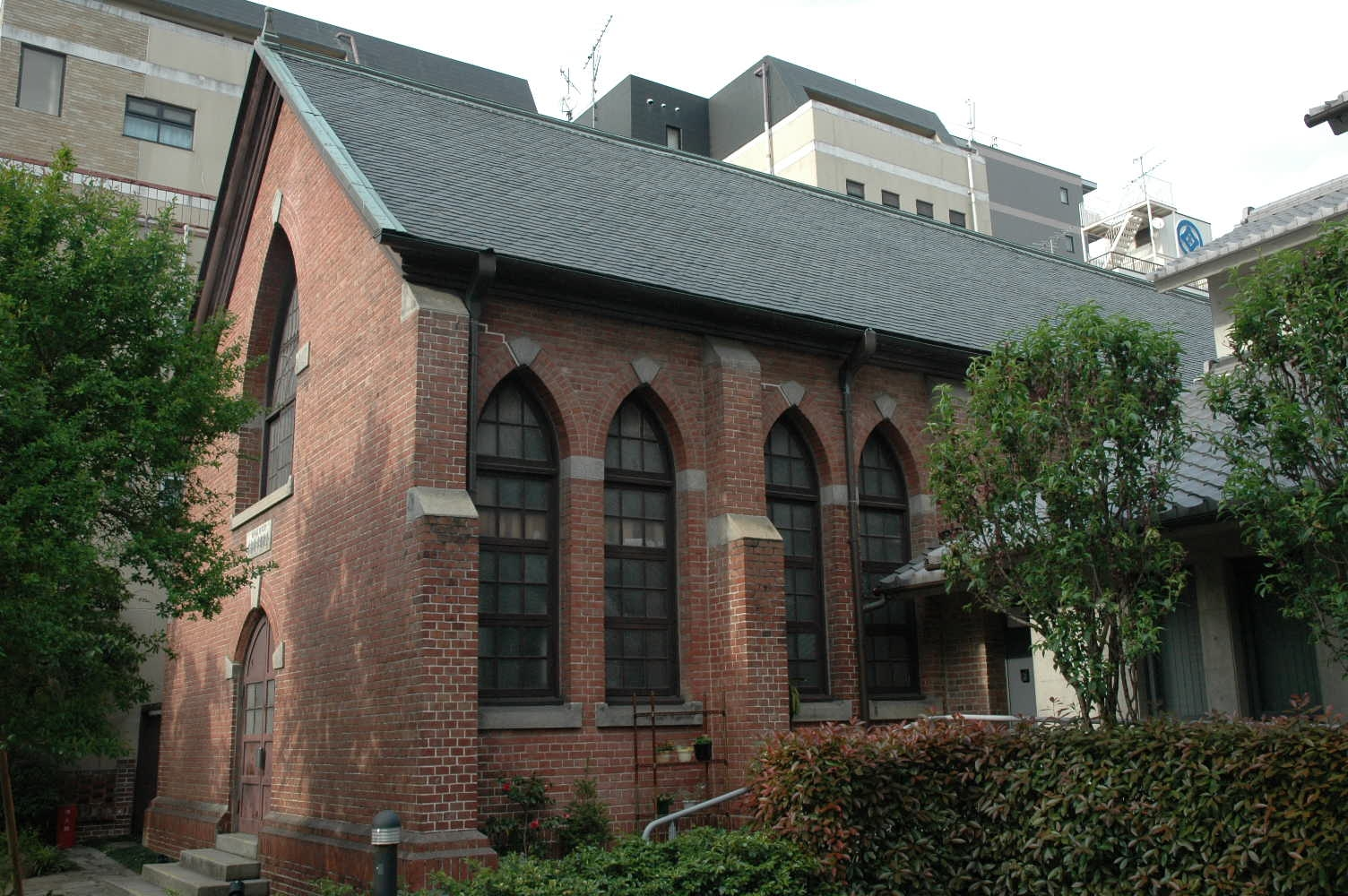
日本基督教団京都御幸町教会 1913年
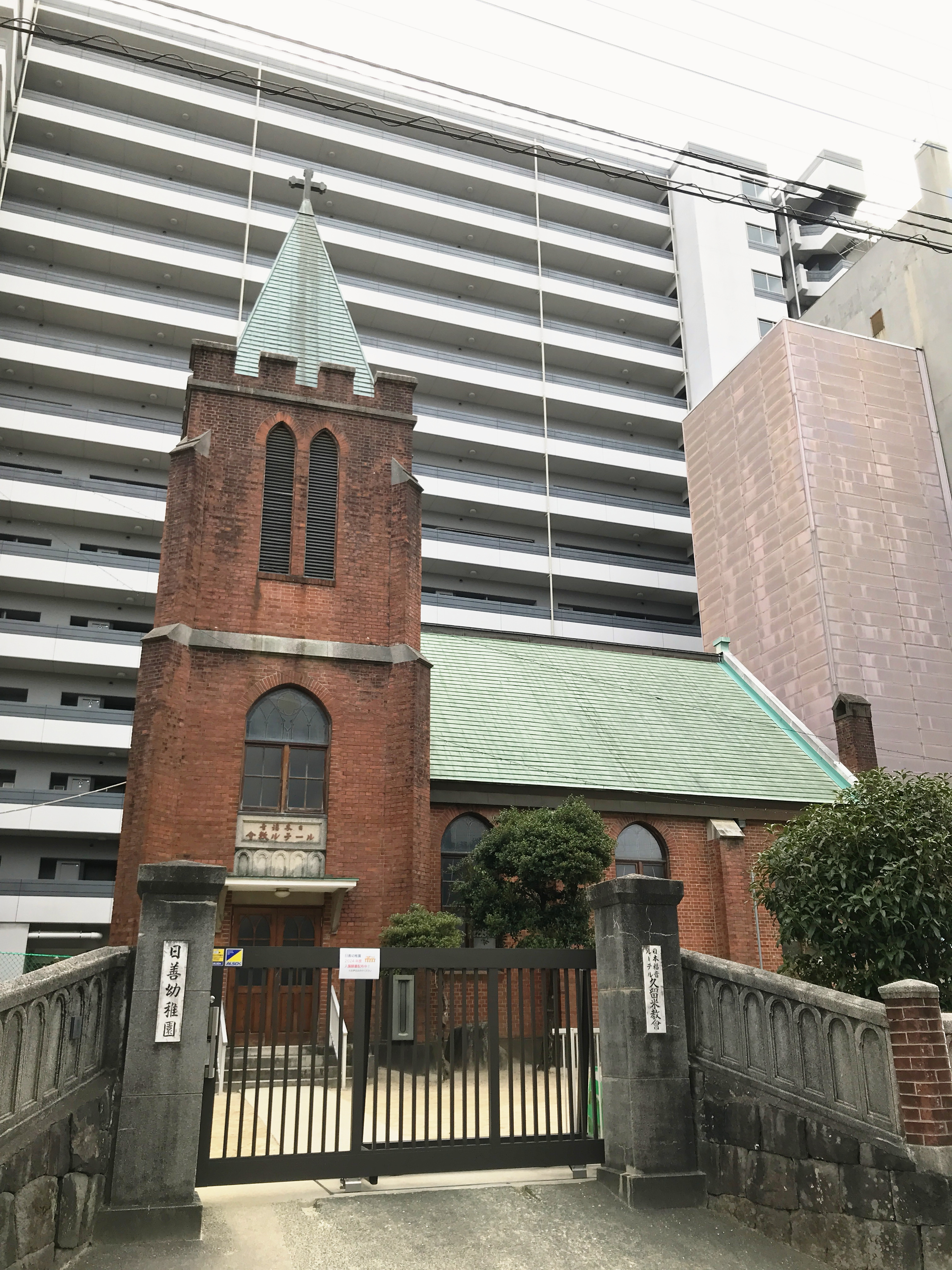
日本福音ルーテル久留米教会 1918年
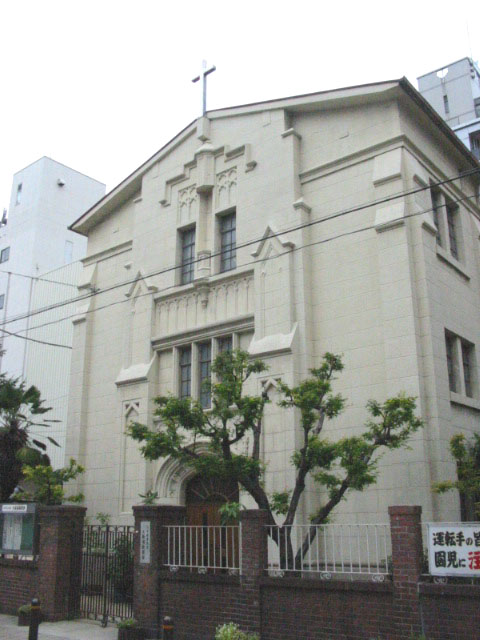
日本基督教団大阪福島教会 1926年
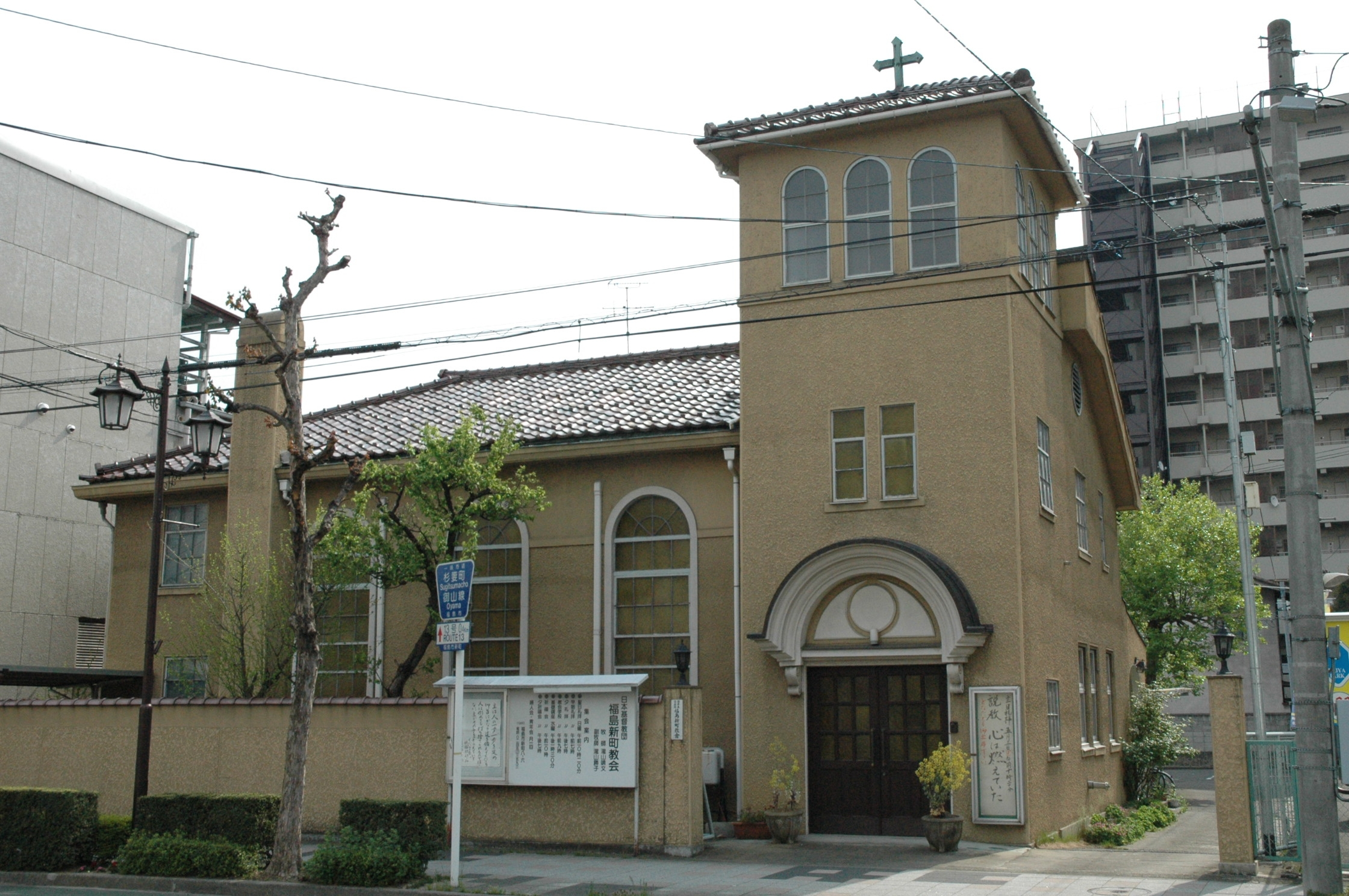
日本基督教団福島新町教会 1927年
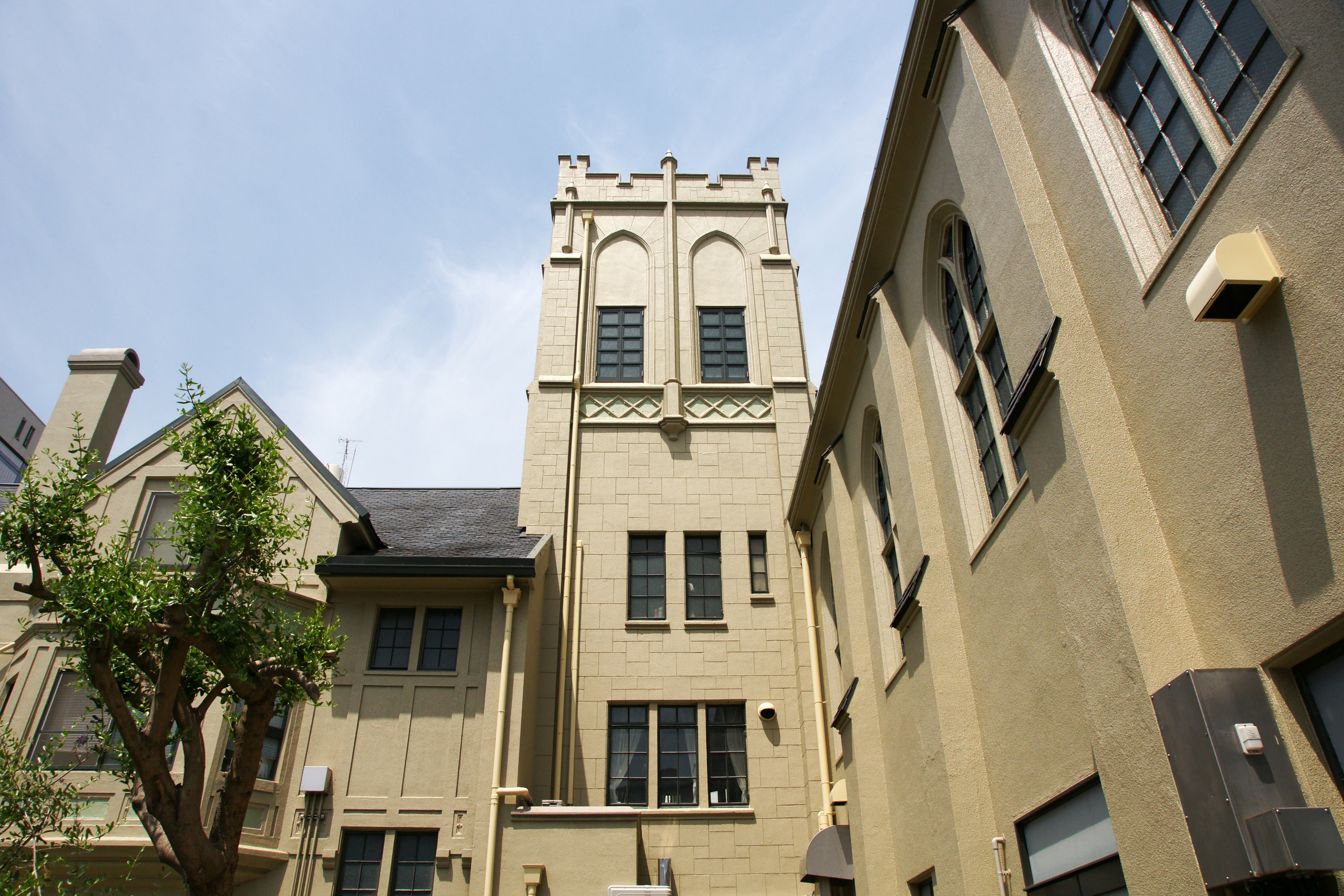
旧神戸ユニオン教会 1928年
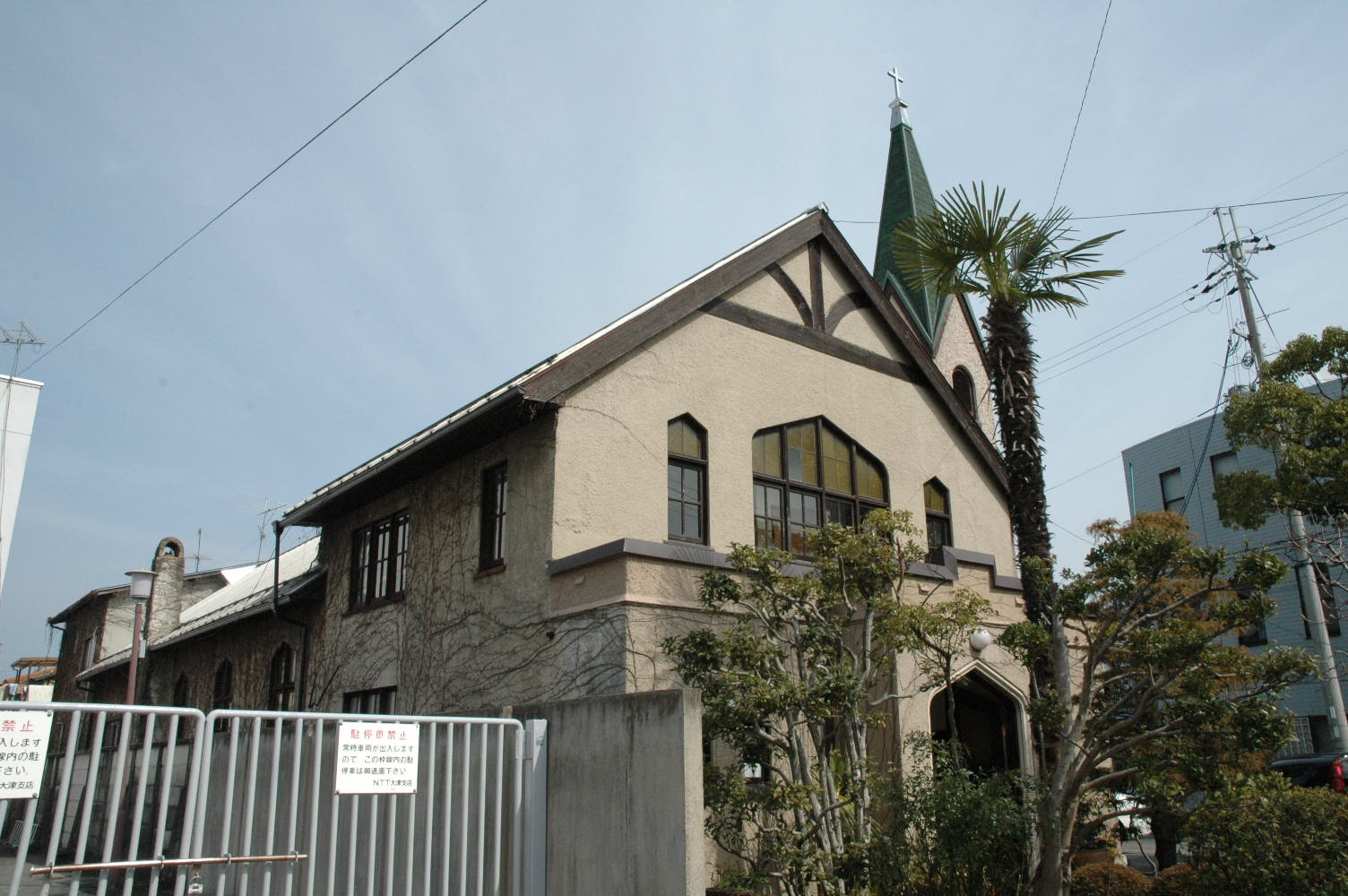
日本基督教団堅田教会 1930年
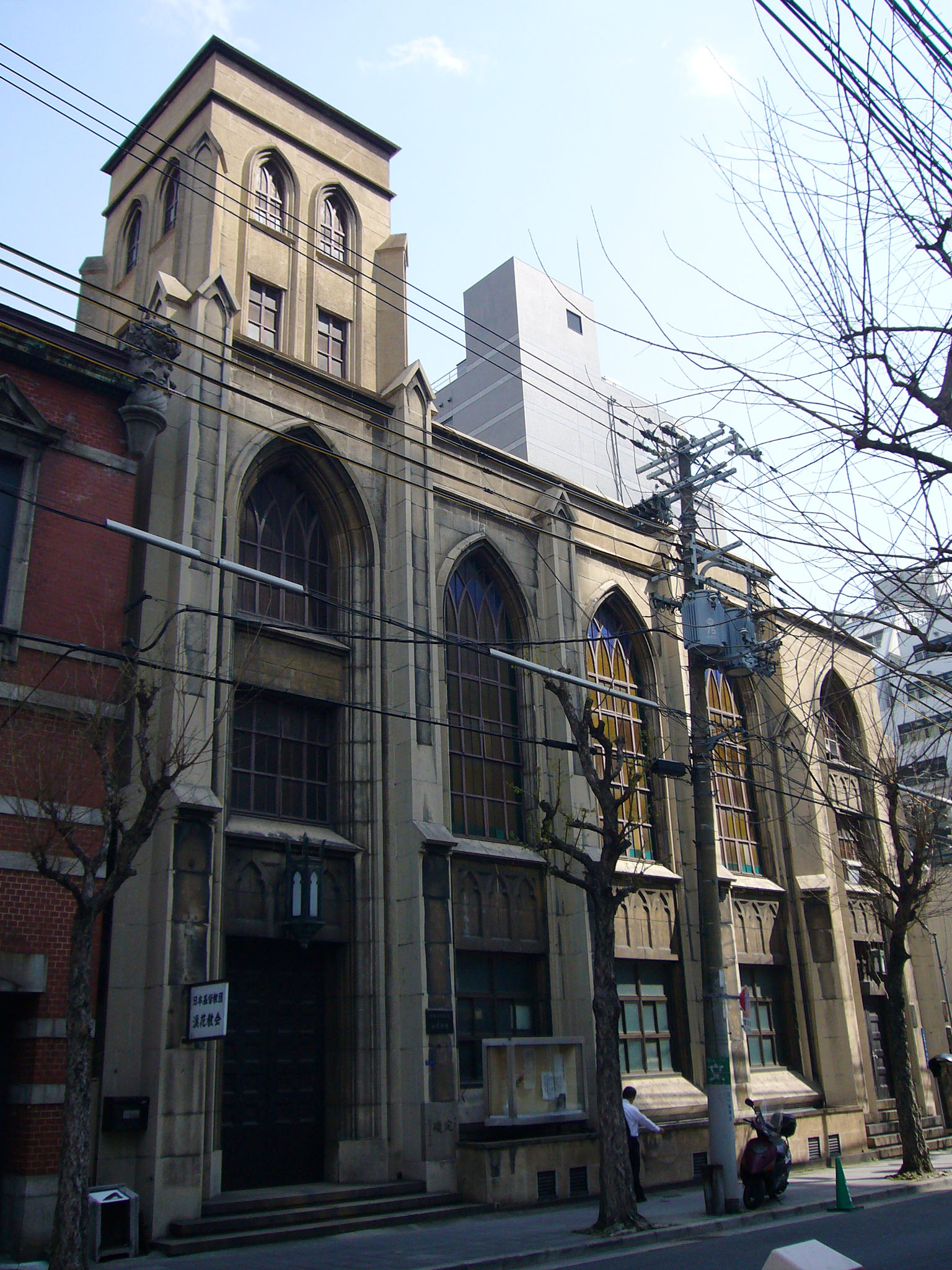
日本基督教団浪花教会 1930年
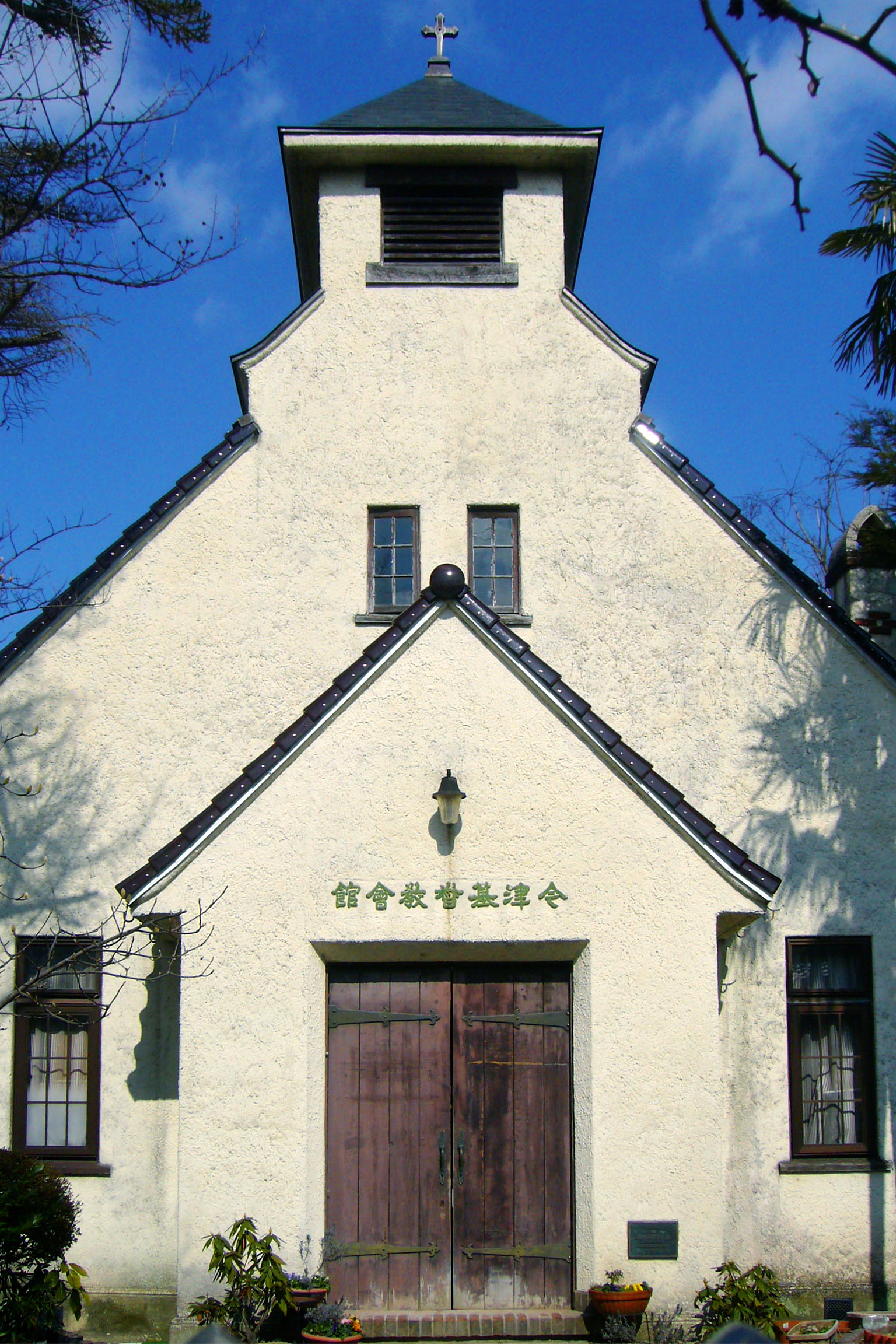
日本基督教団今津教会会堂 1933年
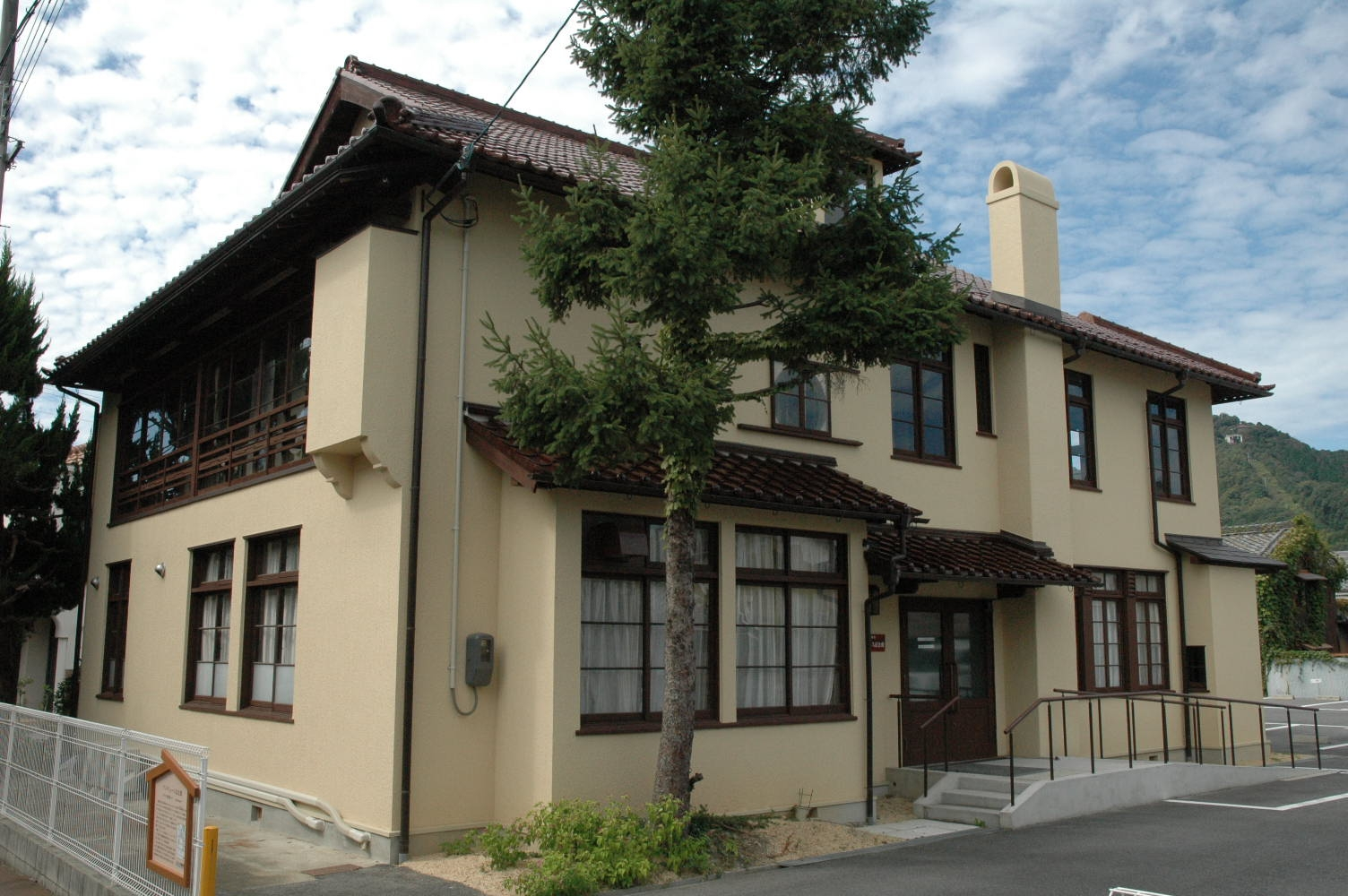
近江八幡YMCA会館 1935年
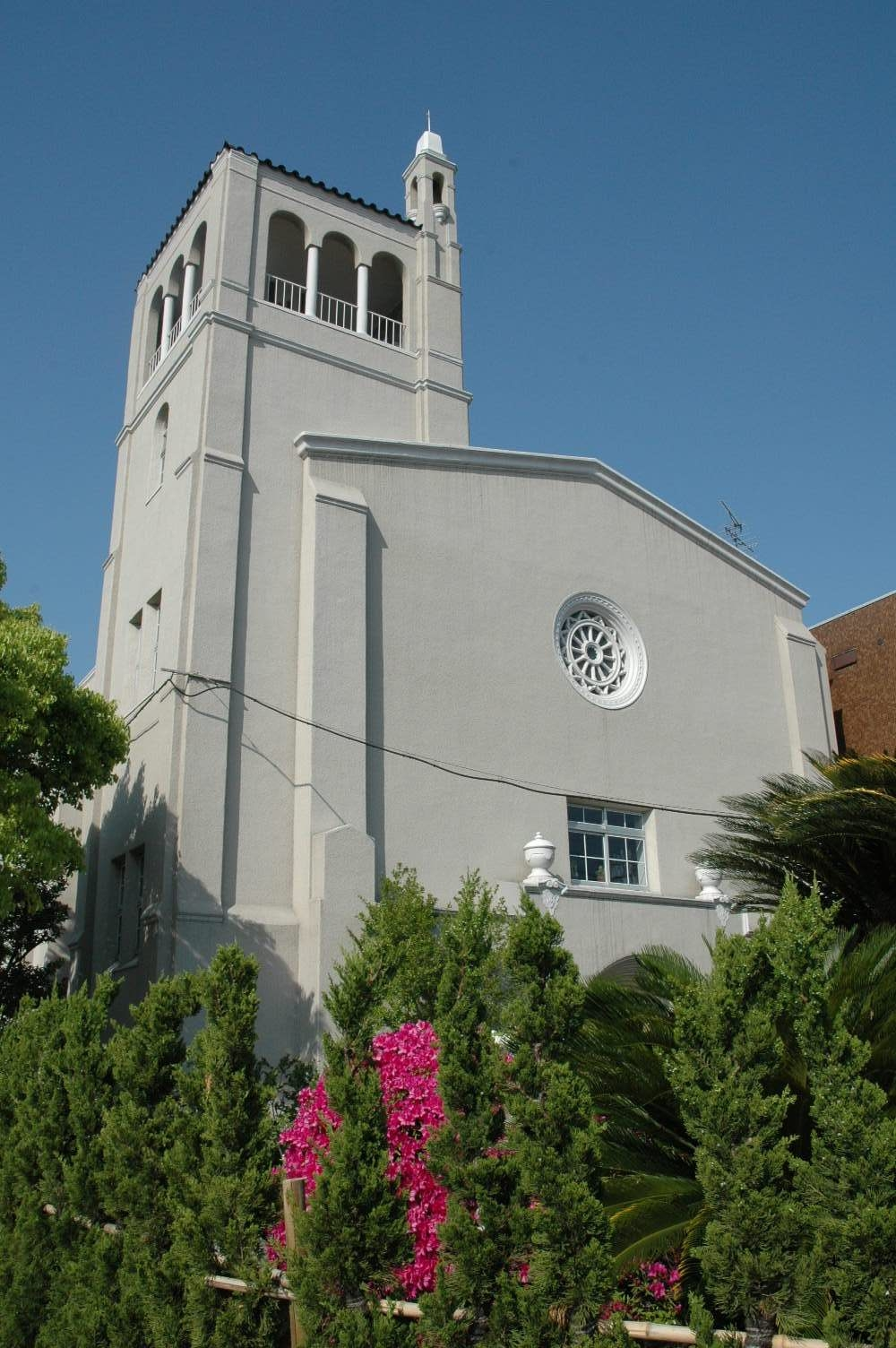
博愛社礼拝堂 1935年
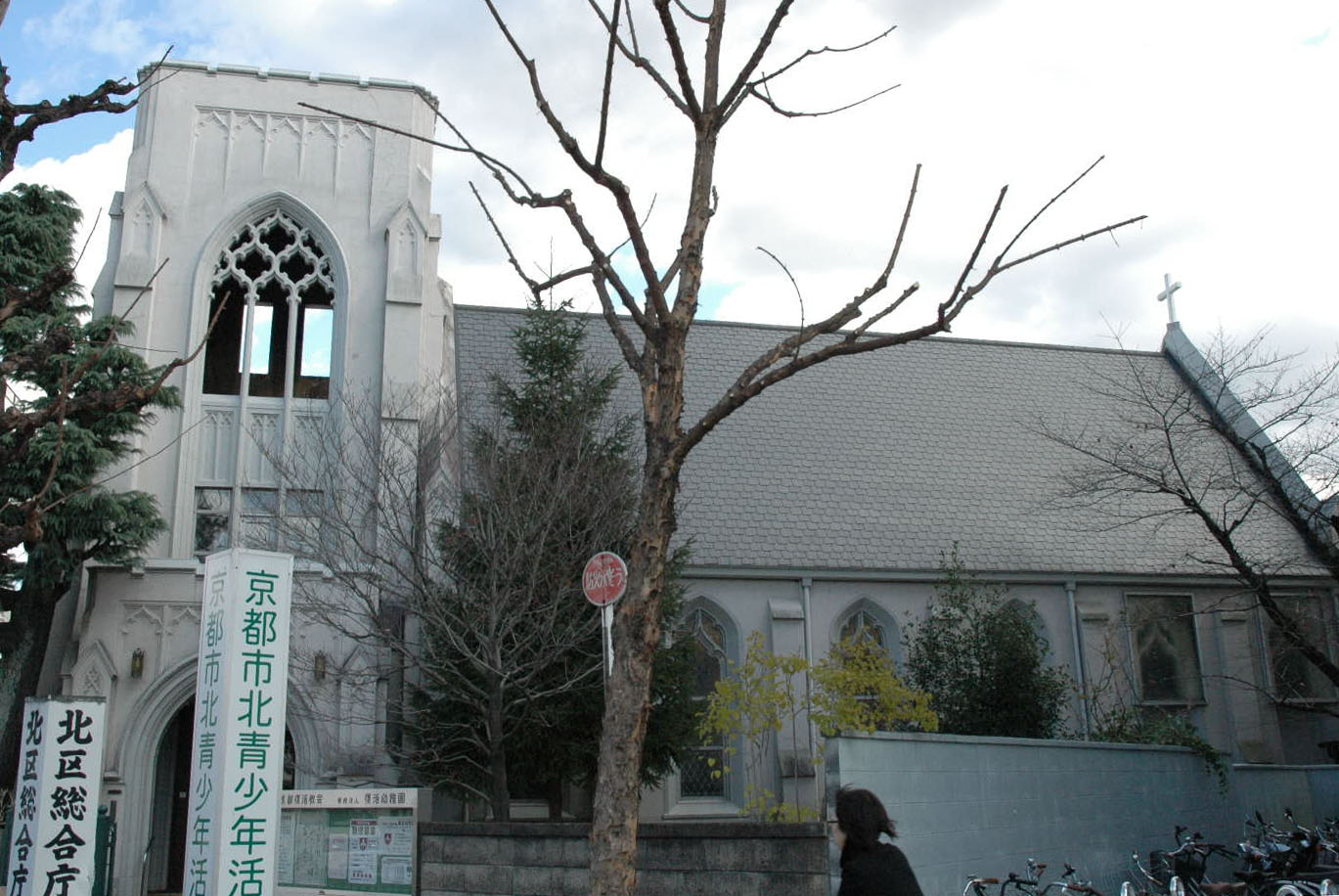
日本聖公会京都復活教会 1936年
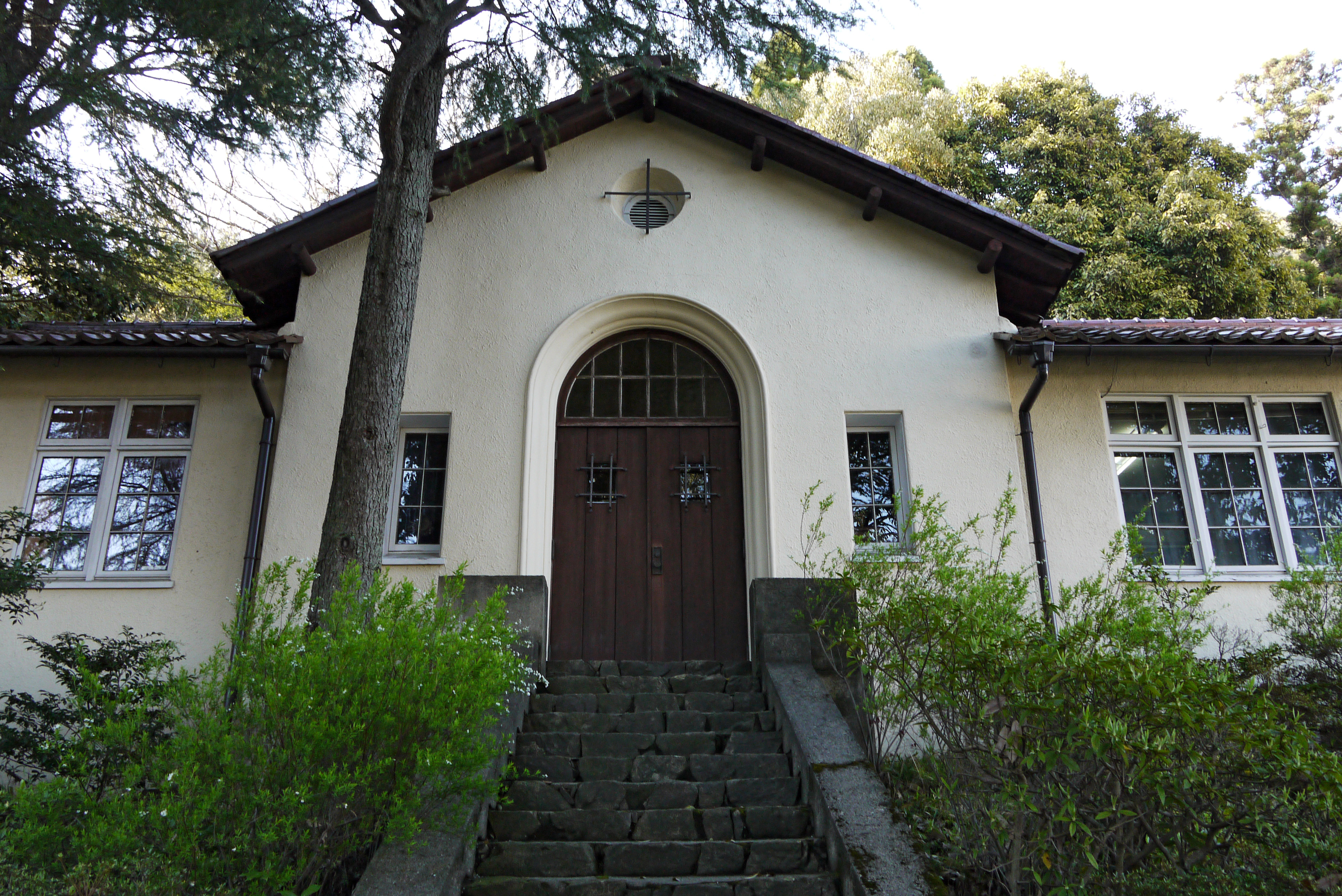
ヴォーリズ記念病院礼拝堂 1936年
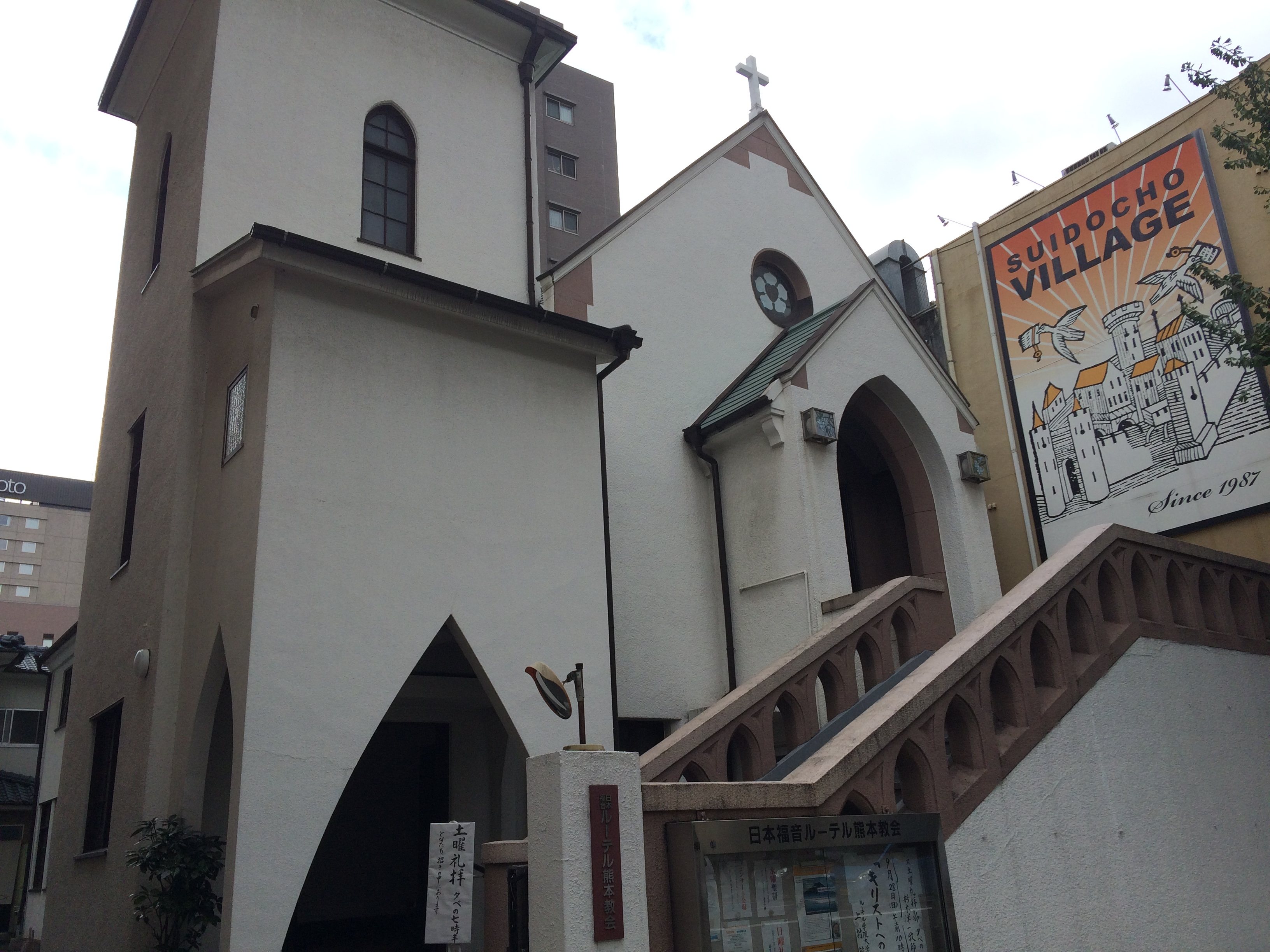
日本福音ルーテル熊本教会 1950年
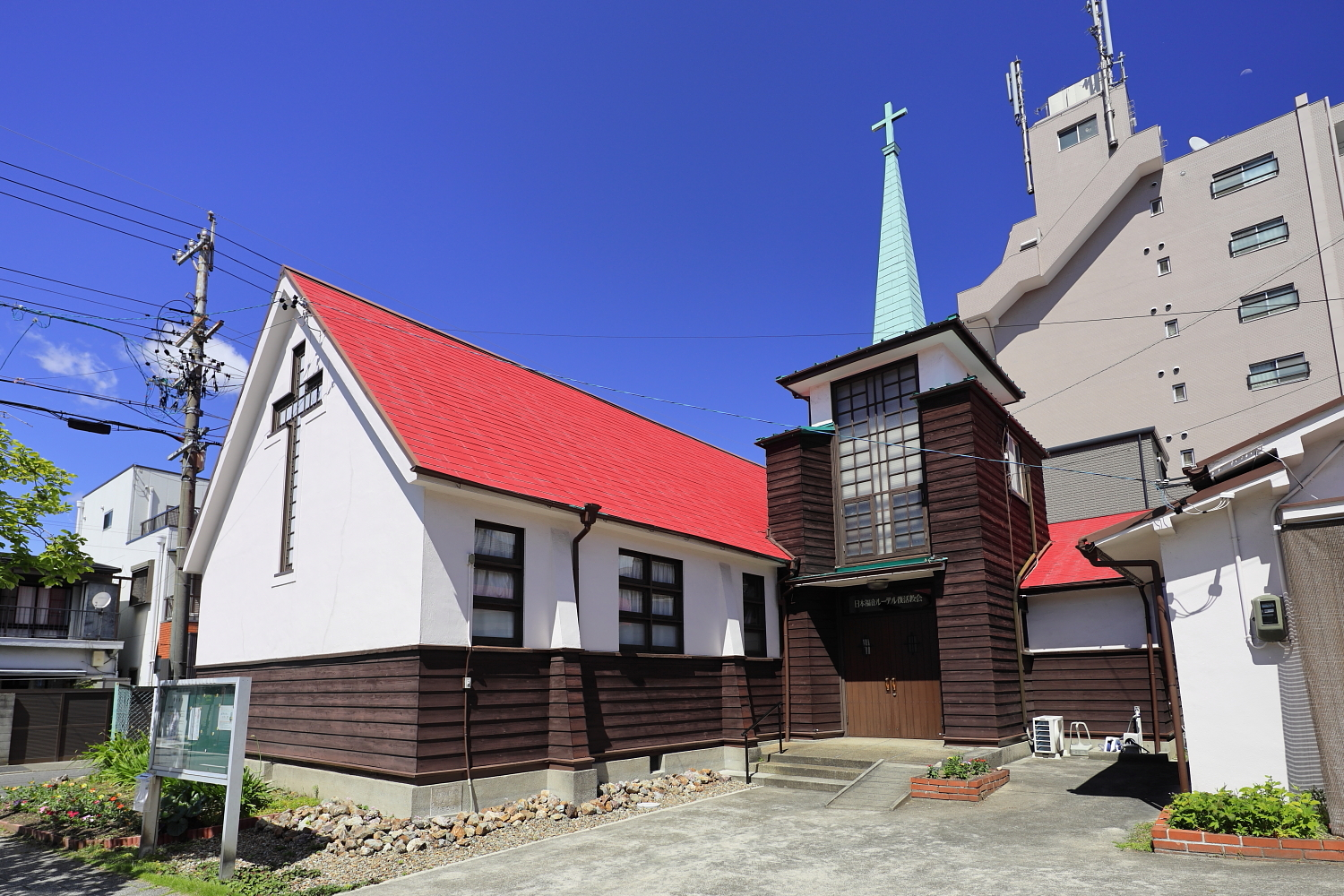
日本福音ルーテル復活教会 1953年
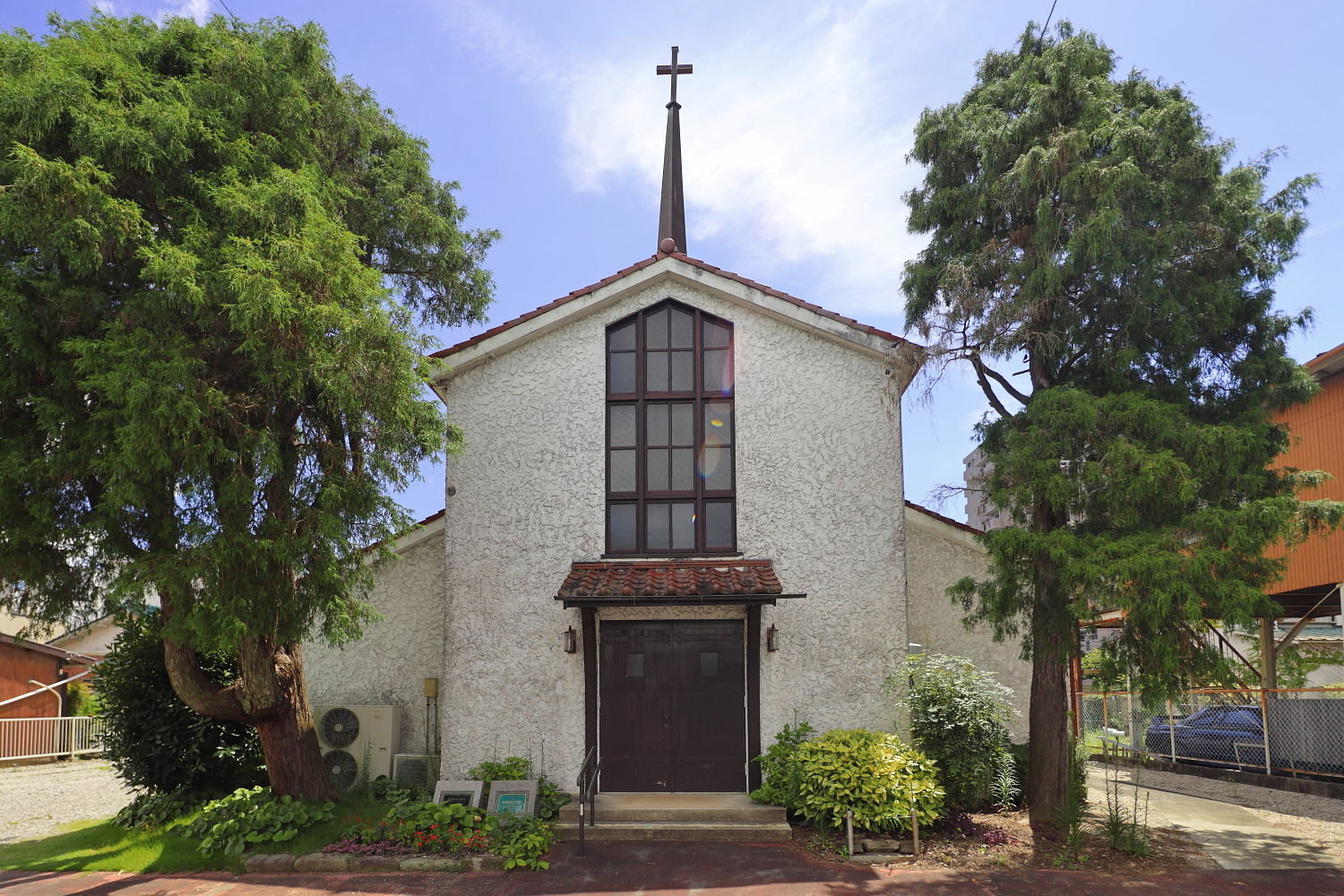
日本福音ルーテル岡崎教会教会堂 1953年

### 学校
| 建造物名                                                                                           | 年                 | 所在地                   | 状態                                     | 備考                                                       |
| -------------------------------------------------------------------------------------------------- | ------------------ | ------------------------ | ---------------------------------------- | ---------------------------------------------------------- |
| 京都大学基督教青年会館                                                                             | 1913年（大正2年）  | 京都市左京区             |                                          |                                                            |
| 京都府立医科大学基督教青年会橘井寮                                                                 | 1913年（大正2年）  | 京都市左京区             |                                          |                                                            |
| 明治学院チャペル（礼拝堂）                                                                         | 1916年（大正5年）  | 東京都港区               |                                          |                                                            |
| 同志社大学致遠館                                                                                   | 1916年（大正5年）  | 京都市上京区             |                                          |                                                            |
| 関西学院大学ハミル館                                                                               | 1918年（大正7年）  | 兵庫県西宮市             |                                          | 1929年（昭和4年）移築                                      |
| 同志社大学啓明館（図書館）                                                                         | 1920年（大正9年）  | 京都市上京区             | 登録有形文化財                           |                                                            |
| 旧西南学院高等学校旧本館・講堂 (西南学院大学博物館)                                                | 1921年（大正10年） | 福岡市早良区             | 福岡県指定有形文化財                     |                                                            |
| 静岡英和女学院・付属幼稚園                                                                         | 1926年（大正15年） | 静岡県静岡市             | 現存せず。                               | 1945年（昭和20年）の静岡大空襲により焼失。                 |
| 旧彦根高等商業高校・講堂 (滋賀大学経済学部講堂)                                                    | 1924年（大正13年） | 滋賀県彦根市             |                                          |                                                            |
| 静岡英和女学院・付属幼稚園                                                                         | 1926年（大正15年） | 静岡県静岡市             | 現存せず。                               | 1945年（昭和20年）の静岡大空襲により焼失。                 |
| 静岡英和女学院中学校・高等学校昭和元年校舎、講堂                                                   | 1926年（大正15年） | 静岡県静岡市             | 現存せず。                               | 1945年（昭和20年）の静岡大空襲により焼失。                 |
| 関西学院大学時計台（旧図書館）                                                                     | 1929年（昭和4年）  | 兵庫県西宮市             | 登録有形文化財                           | 1955年（昭和30年）増築、建物後方の書庫部分は現存せず。     |
| 関西学院大学外国人住宅（教師住宅→宣教師館）                                                        | 1929年（昭和4年）  | 兵庫県西宮市             |                                          | 全10棟のうち、7号館から10号館を除く6棟が現存。             |
| 関西学院大学商学部校舎                                                                             | 1929年（昭和4年）  | 兵庫県西宮市             |                                          | 1934年（昭和9年）増築                                      |
| 関西学院大学神学部校舎                                                                             | 1929年（昭和4年）  | 兵庫県西宮市             |                                          |                                                            |
| 関西学院大学経済学部校舎                                                                           | 1929年（昭和4年）  | 兵庫県西宮市             |                                          |                                                            |
| 関西学院大学文学部校舎                                                                             | 1929年（昭和4年）  | 兵庫県西宮市             |                                          |                                                            |
| 関西学院大学学院本館                                                                               | 1929年（昭和4年）  | 兵庫県西宮市             |                                          |                                                            |
| 関西学院大学門衛舎等                                                                               | 1929年（昭和4年）  | 兵庫県西宮市             |                                          |                                                            |
| 関西学院大学中央講堂                                                                               | 1929年（昭和4年）  | 兵庫県西宮市             | 現存せず。                               | ファサードを再現。                                         |
| 関西学院大学宗教館                                                                                 | 1929年（昭和4年）  | 兵庫県西宮市             | 現存せず。                               | 「吉岡記念館」としてファサードを再現。                     |
| 土山小学校講堂                                                                                     | 1929年（昭和4年）  | 滋賀県甲賀市             | 現存せず。                               | 1986年建替                                                 |
| 旧制大阪高等医学専門学校 （大阪医科大学歴史資料館）                                                | 1930年（昭和5年）  | 大阪府高槻市             | 登録有形文化財                           | 講堂・階段教室だった別館が現存。後の附属看護専門学校校舎。 |
| 清友園幼稚舎・体育館 （ハイド記念館・教育会館）                                                    | 1931年（昭和6年）  | 滋賀県近江八幡市         | 登録有形文化財                           | のち近江兄弟社幼稚園                                       |
| 横浜共立学園本校舎                                                                                 | 1931年（昭和6年）  | 神奈川県横浜市中区       |                                          |                                                            |
| 同志社大学アーモスト館                                                                             | 1932年（昭和7年）  | 京都市上京区             | 登録有形文化財                           |                                                            |
| 関西学院中学部・高等部本部棟 （旧関西学院大学予科校舎）                                            | 1933年（昭和8年）  | 兵庫県西宮市             |                                          |                                                            |
| 近江兄弟社女学校(後の近江兄弟社中学校・高等学校                                                    | 1933年（昭和8年）  | 近江八幡市市井町         |                                          |                                                            |
| 神戸女学院ケンウッド館                                                                             | 1933年（昭和8年）  | 兵庫県西宮市             | 重要文化財                               |                                                            |
| 神戸女学院エッジウッド館                                                                           | 1933年（昭和8年）  | 兵庫県西宮市             | 重要文化財                               |                                                            |
| 神戸女学院汽罐室（ボイラー室）                                                                     | 1933年（昭和8年）  | 兵庫県西宮市             | 重要文化財                               |                                                            |
| 神戸女学院パーゴラ                                                                                 | 1933年（昭和8年）  | 兵庫県西宮市             | 重要文化財                               |                                                            |
| 神戸女学院葆光館（中等部・高等部校舎1号館）                                                        | 1933年（昭和8年）  | 兵庫県西宮市             | 重要文化財                               |                                                            |
| 神戸女学院寮                                                                                       | 1933年（昭和8年）  | 兵庫県西宮市             | 阪神・淡路大震災により被災し、現存せず。 |                                                            |
| 神戸女学院グリーンウッド館                                                                         | 1933年（昭和8年）  | 兵庫県西宮市             | 阪神・淡路大震災により被災し、現存せず。 |                                                            |
| 旧神戸女子神学校本館 （関西学院大学・聖和短期大学西宮聖和キャンパス ダッドレーメモリアルチャペル） | 1933年（昭和8年）  | 兵庫県西宮市             |                                          |                                                            |
| 旧神戸女子神学校宣教師館 (関西学院大学・聖和短期大学西宮聖和キャンパス ゲーンズハウス              | 1933年（昭和8年）  | 兵庫県西宮市             |                                          |                                                            |
| 神戸女学院正門および門衛舎                                                                         | 1933年（昭和8年）  | 兵庫県西宮市             | 重要文化財                               |                                                            |
| 神戸女学院音楽館（音楽学部1号館）                                                                  | 1933年（昭和8年）  | 兵庫県西宮市             | 重要文化財                               |                                                            |
| 神戸女学院図書館（図書館本館）                                                                     | 1933年（昭和8年）  | 兵庫県西宮市             | 重要文化財                               |                                                            |
| 神戸女学院理学館                                                                                   | 1933年（昭和8年）  | 兵庫県西宮市             | 重要文化財                               |                                                            |
| 神戸女学院文学館                                                                                   | 1933年（昭和8年）  | 兵庫県西宮市             | 重要文化財                               |                                                            |
| 神戸女学院社交館                                                                                   | 1933年（昭和8年）  | 重要文化財               |                                          |                                                            |
| 神戸女学院総務館、講堂および礼拝堂（ソール チャペル）                                              | 1933年（昭和8年）  | 兵庫県西宮市             | 重要文化財                               |                                                            |
| 神戸女学院体育館（第一体育館）                                                                     | 1933年（昭和8年）  | 兵庫県西宮市             | 重要文化財                               |                                                            |
| 東洋英和女学院                                                                                     | 1933年（昭和8年）  | 東京都港区               | 現存せず。                               |                                                            |
| 旧彦根高等商業学校同窓会館 （滋賀大学陵水会館）                                                    | 1933年（昭和8年）  | 滋賀県彦根市             | 登録有形文化財                           |                                                            |
| 西南女学院ロウ講堂                                                                                 | 1935年（昭和10年） | 福岡県北九州市小倉北区   |                                          |                                                            |
| 遺愛学院講堂                                                                                       | 1935年（昭和10年） | 北海道函館市             | 登録有形文化財                           |                                                            |
| 梨花女子大学校本館                                                                                 | 1935年（昭和10年） | 大韓民国ソウル市西大門区 |                                          |                                                            |
| 国際基督教大学食堂                                                                                 | 1935年（昭和10年） | 東京都三鷹市             | 現存せず。                               |                                                            |
| 国際基督教大学男女寄宿舎                                                                           | 1955年（昭和30年） | 東京都三鷹市             | 現存せず。                               |                                                            |
| 豊郷町立豊郷小学校旧校舎                                                                           | 1937年（昭和12年） | 滋賀県豊郷町             | 登録有形文化財                           |                                                            |
| 新渡戸文化短期大学新渡戸記念館                                                                     | 1937年（昭和12年） | 東京都中野区             |                                          |                                                            |
| 慶應義塾大学キリスト教青年会館                                                                     | 1937年（昭和12年） | 神奈川県横浜市港北区     |                                          |                                                            |
| 同志社大学宣教師館                                                                                 | 1938年（昭和13年） | 京都市上京区             |                                          |                                                            |
| 関西学院大学旌忠碑                                                                                 | 1940年（昭和15年） | 兵庫県西宮市             |                                          |                                                            |
| 静岡市立森下小学校                                                                                 | 1940年（昭和15年） | 静岡県静岡市             | 現存せず。                               |                                                            |
| 滋賀県立八幡商業高等学校本館                                                                       | 1940年（昭和15年） | 滋賀県近江八幡市         | 登録有形文化財                           |                                                            |
| 同志社大学旧図書貴重品庫 （新島遺品庫）                                                            | 1942年（昭和17年） | 京都市上京区             |                                          |                                                            |
| 西南女学院マロリーホール                                                                           | 1950年（昭和25年） | 福岡県北九州市小倉北区   |                                          |                                                            |
| 旧英和女学院宣教師館                                                                               | 1950年（昭和25年） | 静岡県静岡市葵区         | 登録有形文化財                           | 現在は個人住宅兼フランス料理レストラン「ミス・カニンハム」 |
| 国際基督教大学旧講堂（礼拝堂）                                                                     | 1954年（昭和29年） | 東京都三鷹市             |                                          |                                                            |
| 国際基督教大学ディッフェン･ドルファー記念館                                                        | 1958年（昭和33年） | 東京都三鷹市             |                                          |                                                            |
| 国際基督教大学シーベリー･メモリアルチャペル                                                        | 1958年（昭和33年） | 東京都三鷹市             |                                          |                                                            |
| 関西学院大学ランバス記念礼拝堂                                                                     | 1959年（昭和34年） | 兵庫県西宮市             |                                          |                                                            |
| 関西学院大学学生会館（旧館）                                                                       | 1959年（昭和34年） | 兵庫県西宮市             |                                          |                                                            |
| 関西学院大学社会学部校舎                                                                           | 1960年（昭和35年） | 兵庫県西宮市             | 現存せず。                               |                                                            |

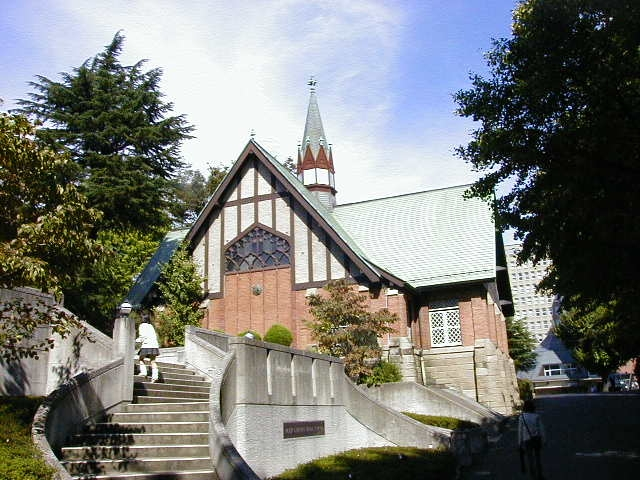
明治学院チャペル（礼拝堂）1916年
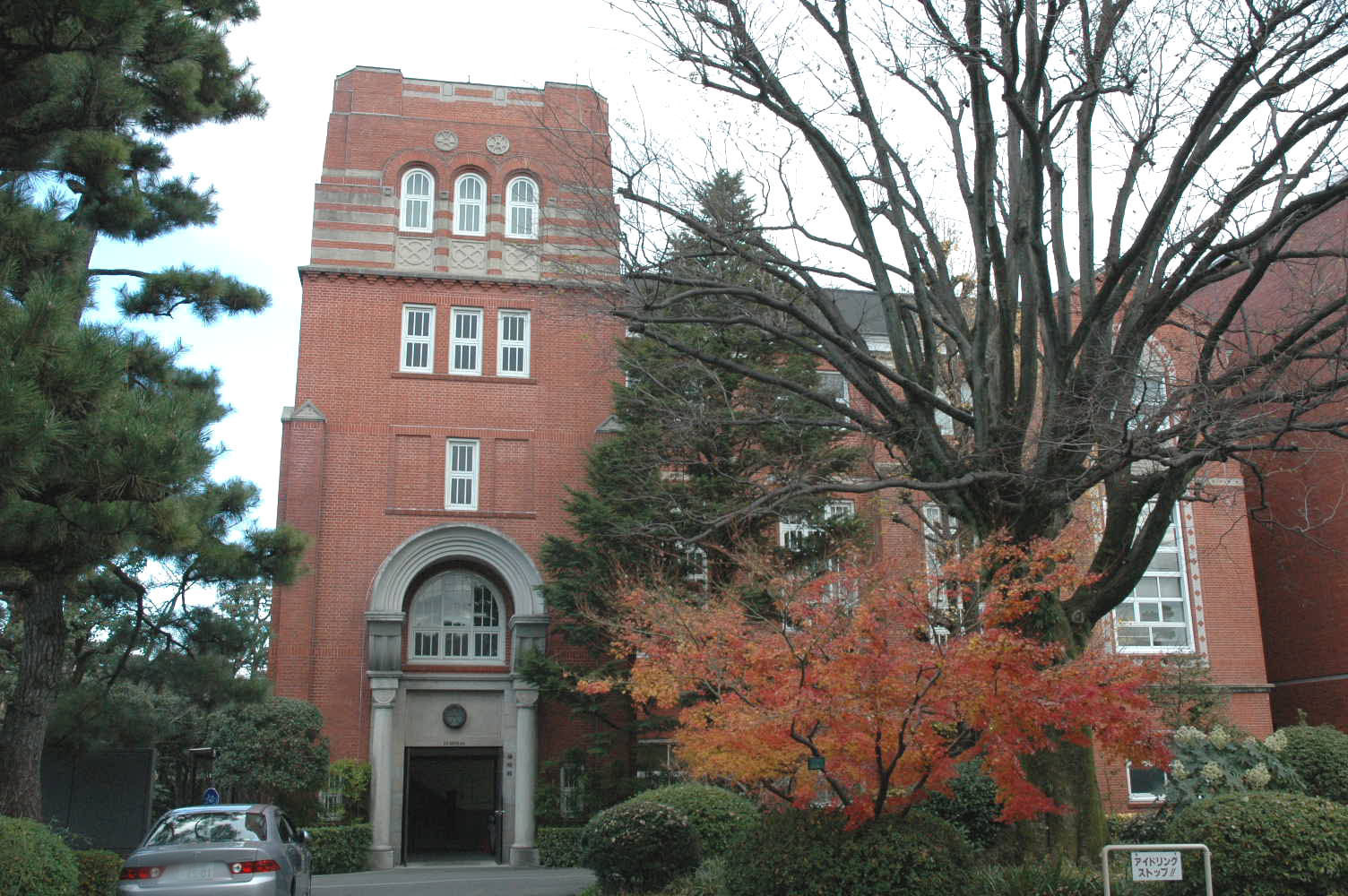
同志社大学啓明館 1920年
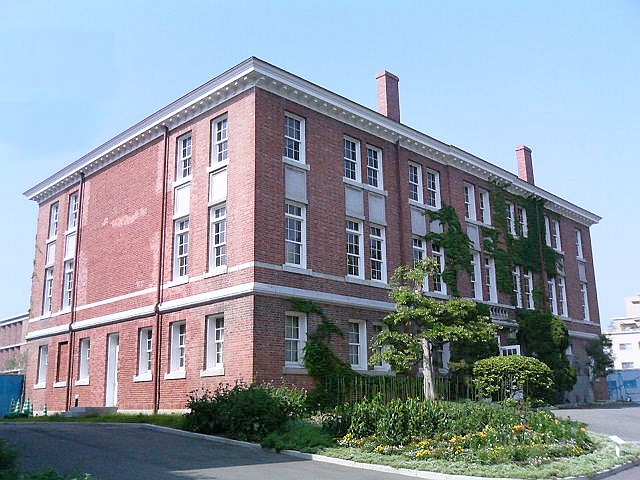
西南学院大学博物館 1921年
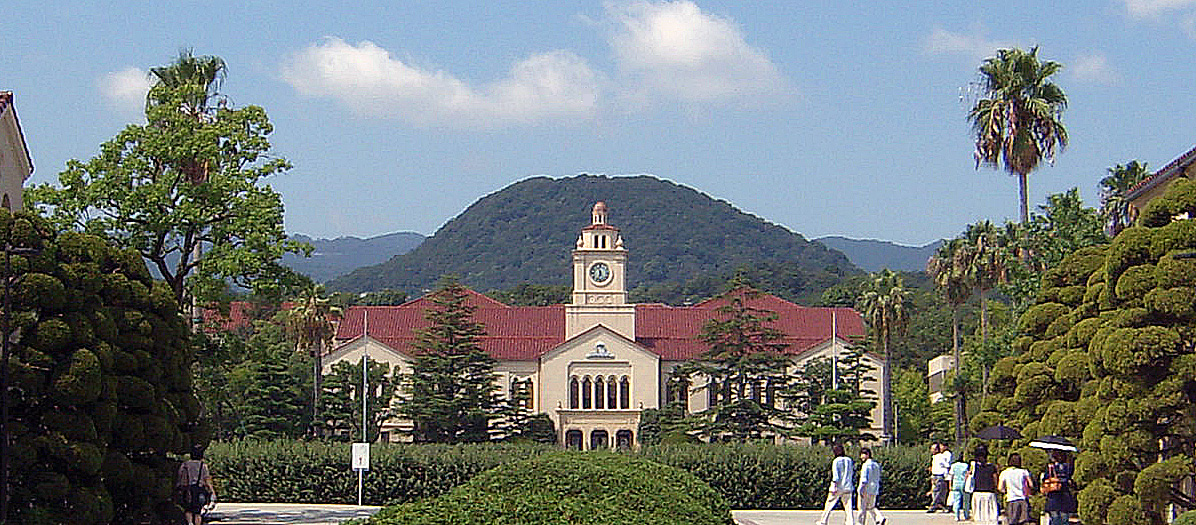
関西学院大学西宮上ヶ原キャンパス1929年
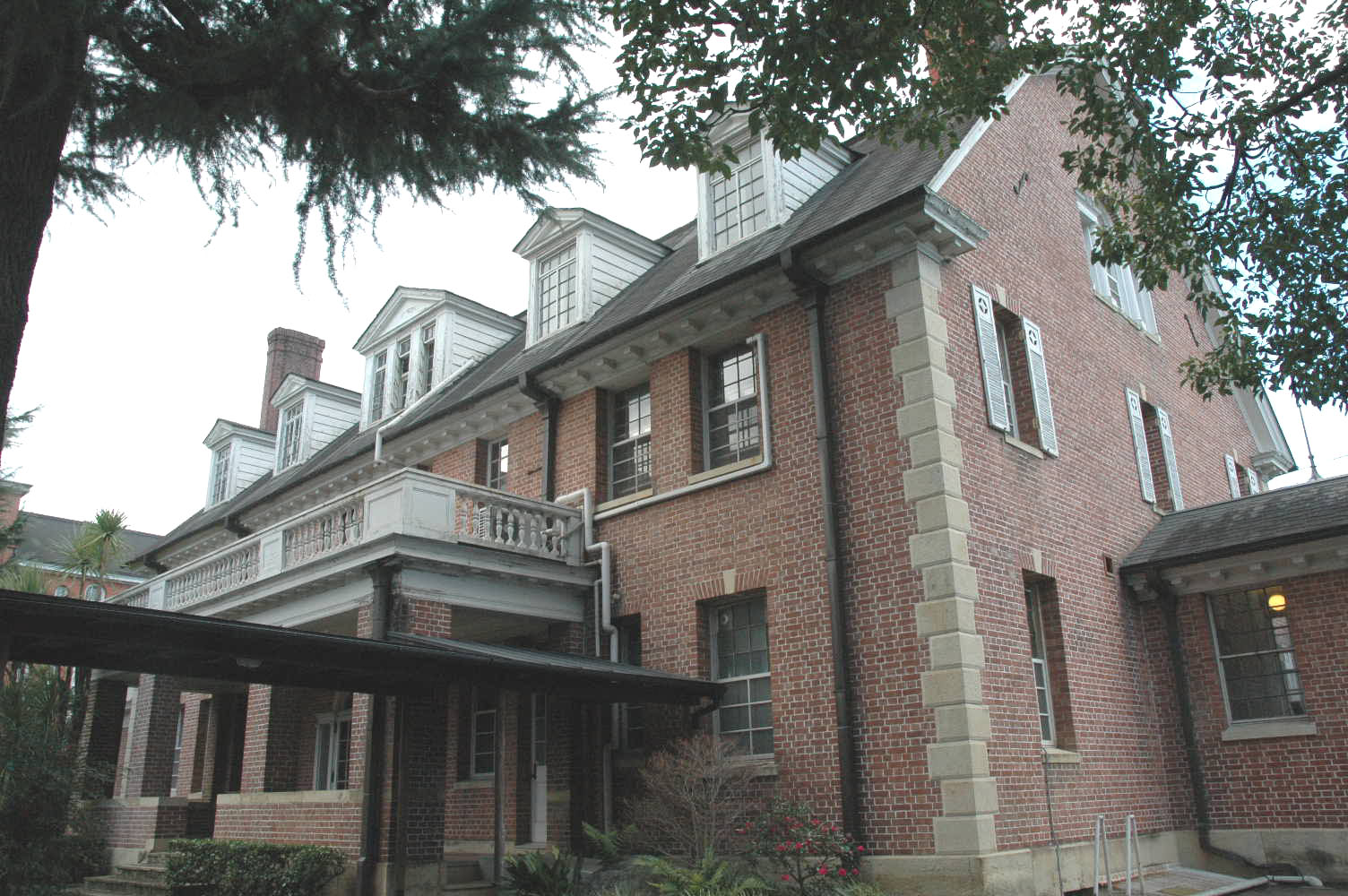
同志社大学アーモスト館 1932年
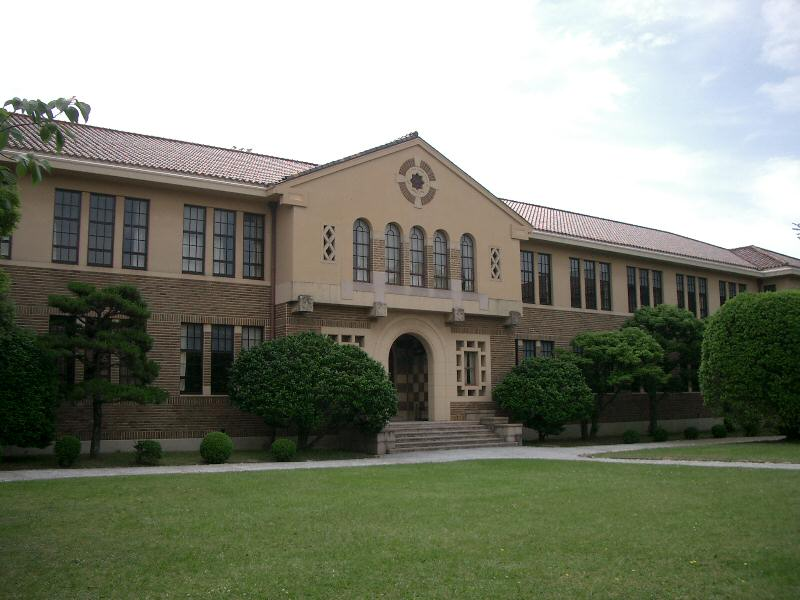
神戸女学院大学文学館 1933年
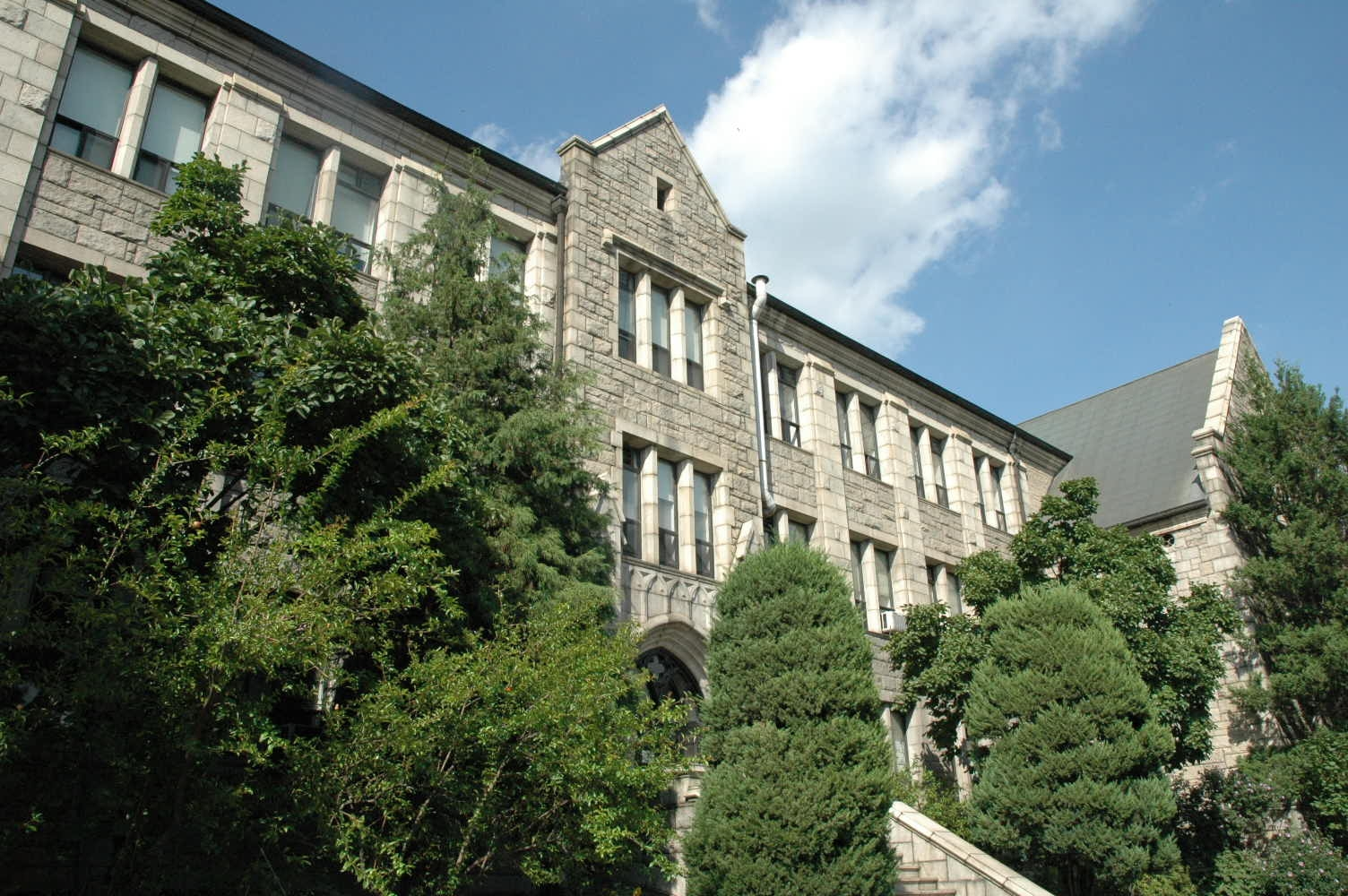
梨花女子大学校本館 1935年
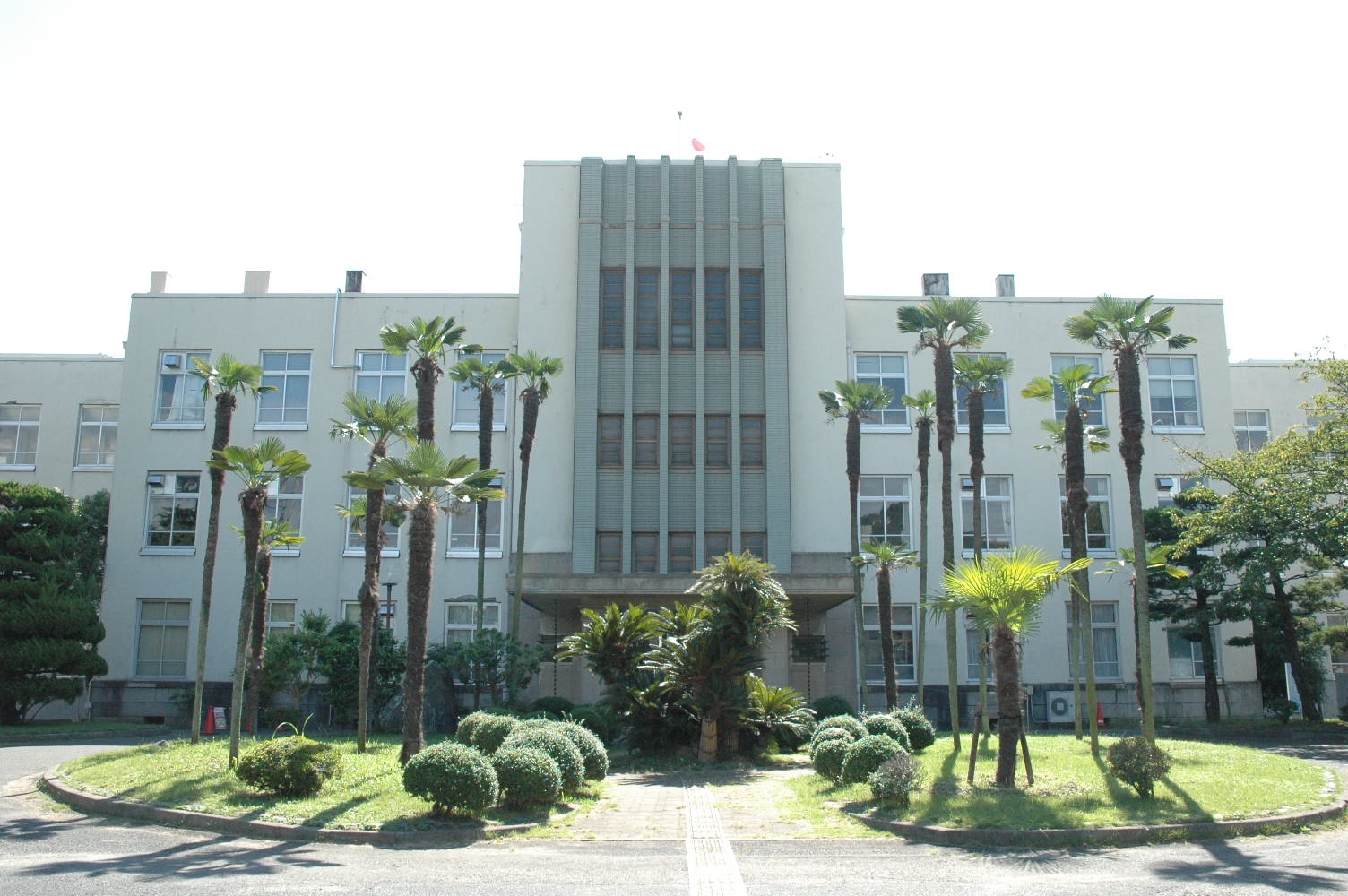
滋賀県立八幡商業高等学校本館 1940年
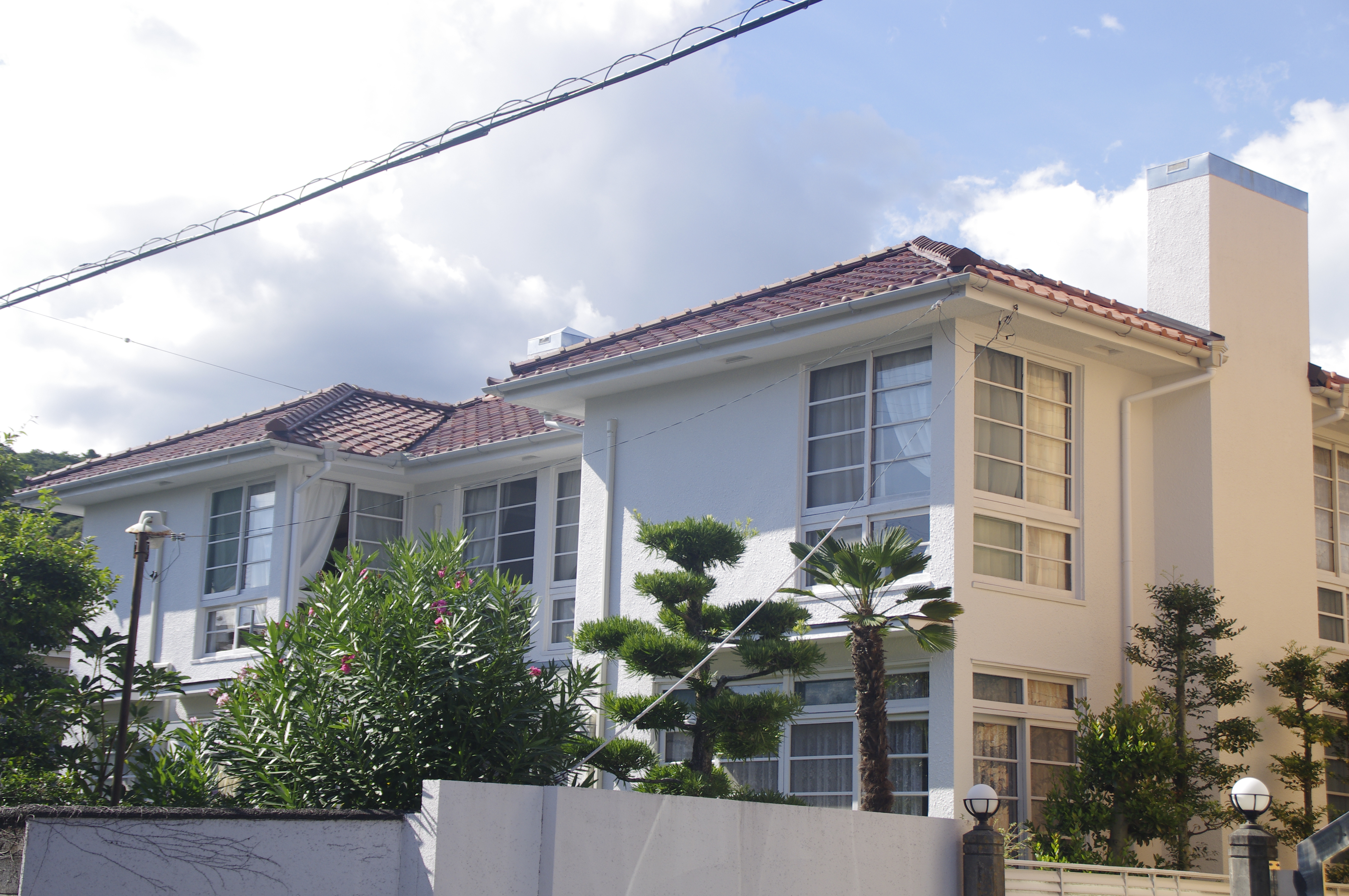
旧英和女学院宣教師館 1950年
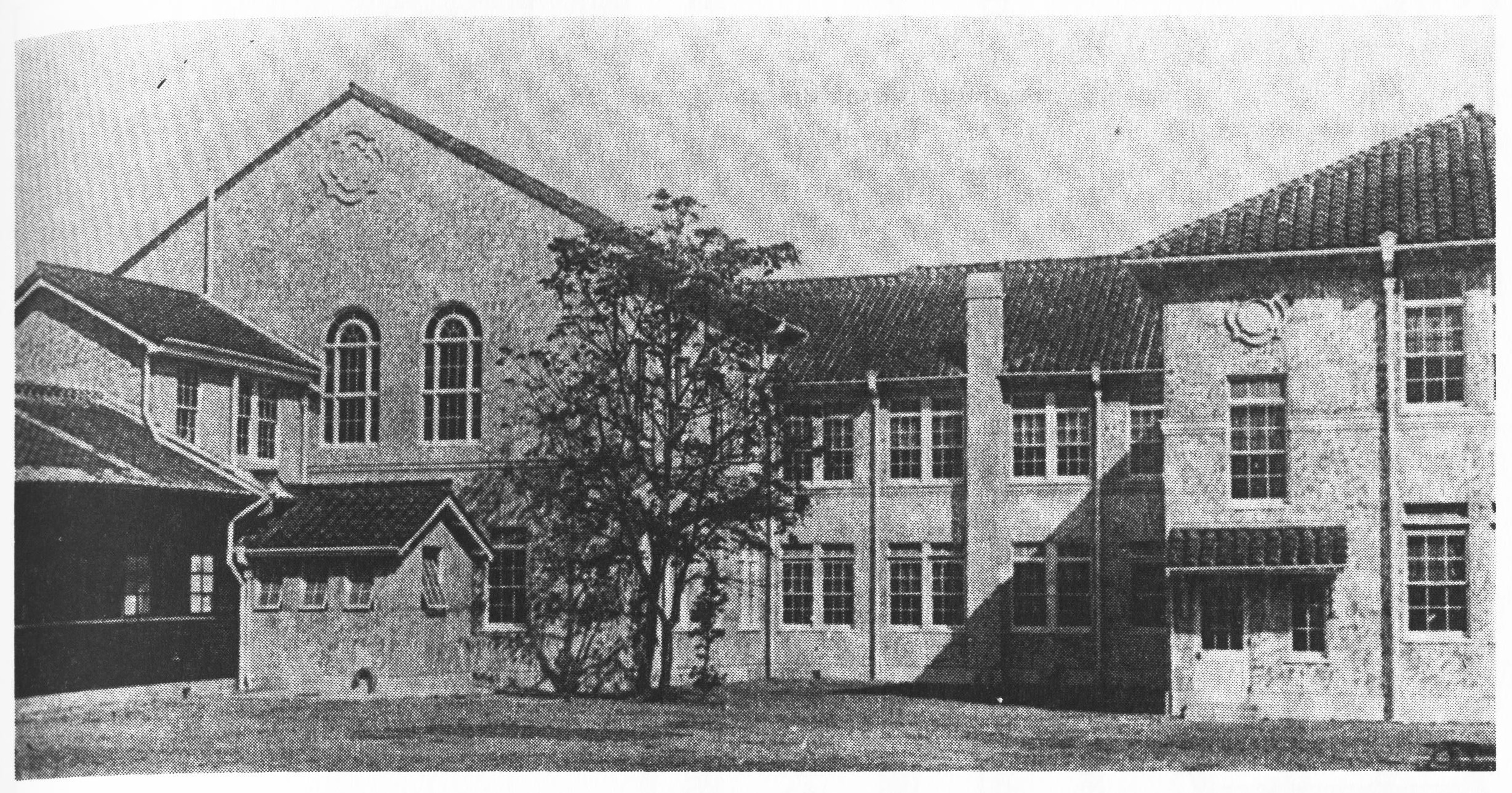
静岡英和女学院中学校・高等学校昭和元年校舎 1926年

### 個人宅
| 建造物名                                       | 年                 | 所在地             | 状態                                 | 備考                                 |
| ---------------------------------------------- | ------------------ | ------------------ | ------------------------------------ | ------------------------------------ |
| 旧伊庭家住宅 （郷土館）                        | 1913年（大正2年）  | 滋賀県近江八幡市   | 近江八幡市指定文化財                 |                                      |
| 旧ウォーターハウス邸（ウォーターハウス記念館） | 1913年（大正3年）  | 滋賀県近江八幡市   | 登録有形文化財                       | 池田町洋館街                         |
| 吉田家住宅 (吉田悦蔵邸）                       | 1913年（大正3年）  | 滋賀県近江八幡市   | 滋賀県指定文化財・登録有形文化財     | 池田町洋館街                         |
| 旧ヴォーリズ邸                                 | 1914年（大正4年）  | 滋賀県近江八幡市   | 現存せず                             | 池田町洋館街                         |
| 旧ピアソン邸 （ピアソン記念館）                | 1914年（大正3年）  | 北海道北見市       | 北見市指定文化財 北海道遺産認定第5号 |                                      |
| 亜武巣山荘                                     | 大正時代後期       | 長野県軽井沢町     | 登録有形文化財                       |                                      |
| ダブルハウス                                   | 1921年（大正10年） | 滋賀県近江八幡市   |                                      | 池田町洋館街                         |
| 旧朝吹常吉邸 （高輪館）                        | 1924年（大正13年） | 東京都港区         |                                      | 前・東芝迎賓館。現・日本テレビ所有。 |
| 駒井家住宅 （駒井卓・静江記念館）              | 1927年（昭和2年）  | 京都市左京区       | 京都市指定・登録文化財               |                                      |
| 旧小寺敬一邸                                   | 1930年（昭和5年）  | 兵庫県神戸市東灘区 | 現存せず。                           |                                      |
| 旧ヴォーリズ夫妻自邸 （ヴォーリズ記念館）      | 1931年（昭和6年）  | 滋賀県近江八幡市   | 滋賀県指定有形文化財                 |                                      |
| 旧下村正太郎邸 （大丸ヴィラ）                  | 1934年（昭和9年）  | 京都市上京区       | 京都市指定・登録文化財               |                                      |
| 旧小寺家山荘 （六甲山荘）                      | 1934年（昭和9年）  | 兵庫県神戸市灘区   | 登録有形文化財                       |                                      |
| 旧室谷家住宅                                   | 1934年（昭和9年）  | 兵庫県神戸市須磨区 | 現存せず                             | 2007年（平成19年）解体。             |
| 近江岸家住宅                                   | 1935年（昭和10年） | 大阪府堺市西区     | 登録有形文化財                       |                                      |
| 旧忠田邸 （クラブハリエ日牟禮館）              | 1936年（昭和11年） | 滋賀県近江八幡市   |                                      |                                      |
| 旧小寺敬三邸 （(株)セブンハーツ）              | 1938年（昭和13年） | 兵庫県神戸市東灘区 |                                      |                                      |
| 旧栗盛吉蔵邸                                   | 1930年代           | 奈良県奈良市高畑町 |                                      |                                      |
| 旧マッケンジー邸                               | 1940年（昭和15年） | 静岡市駿河区       | 登録有形文化財                       |                                      |

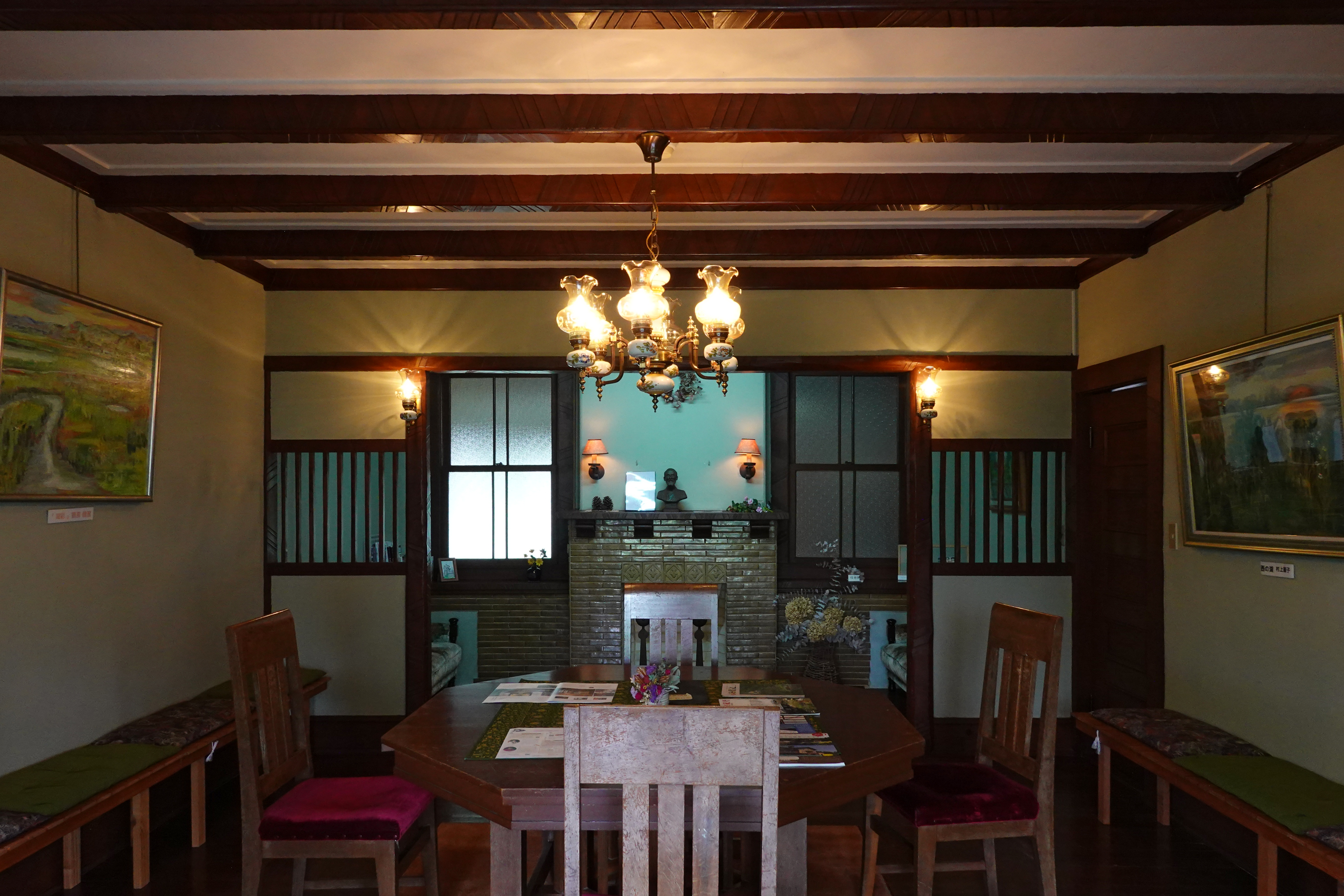
旧伊庭家住宅 1913年
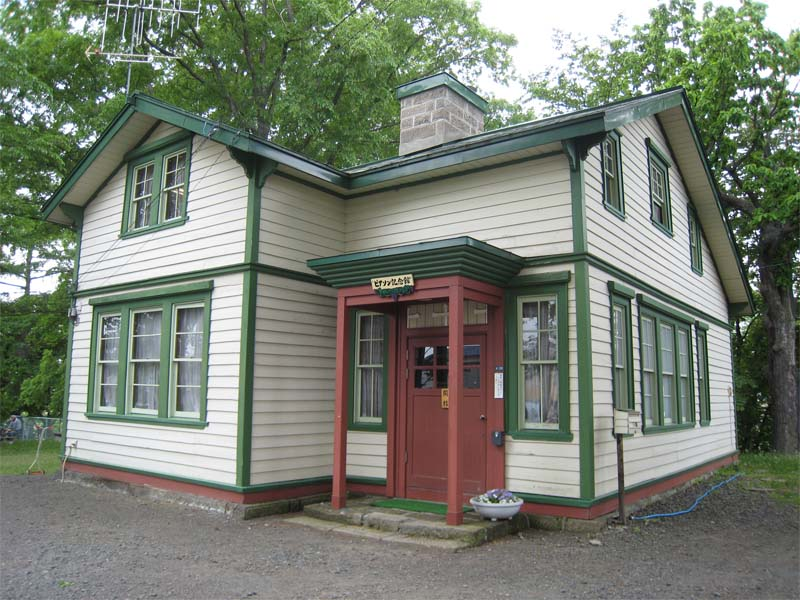
旧ピアソン邸 1914年
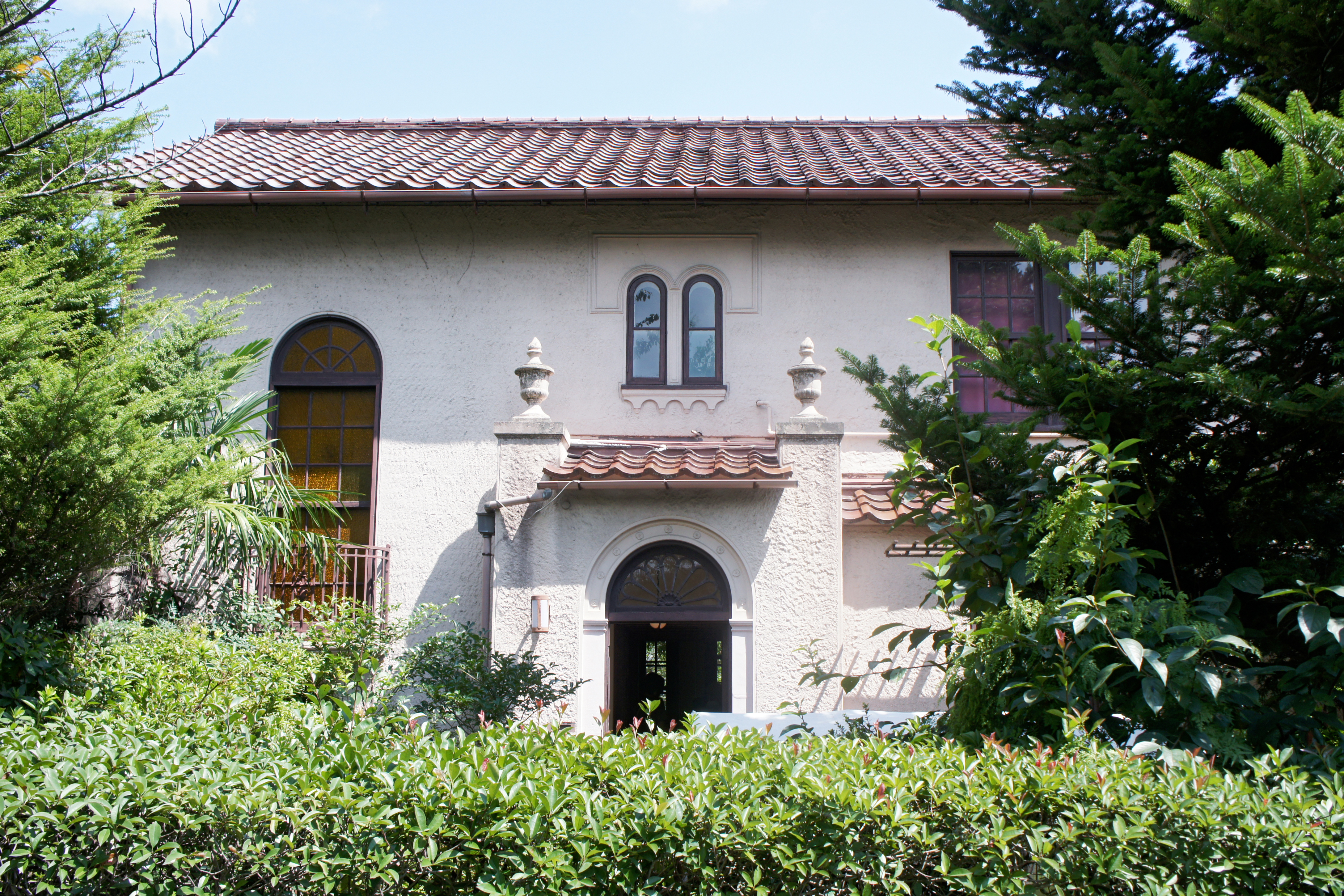
駒井家住宅（駒井卓・静江記念館）1927年
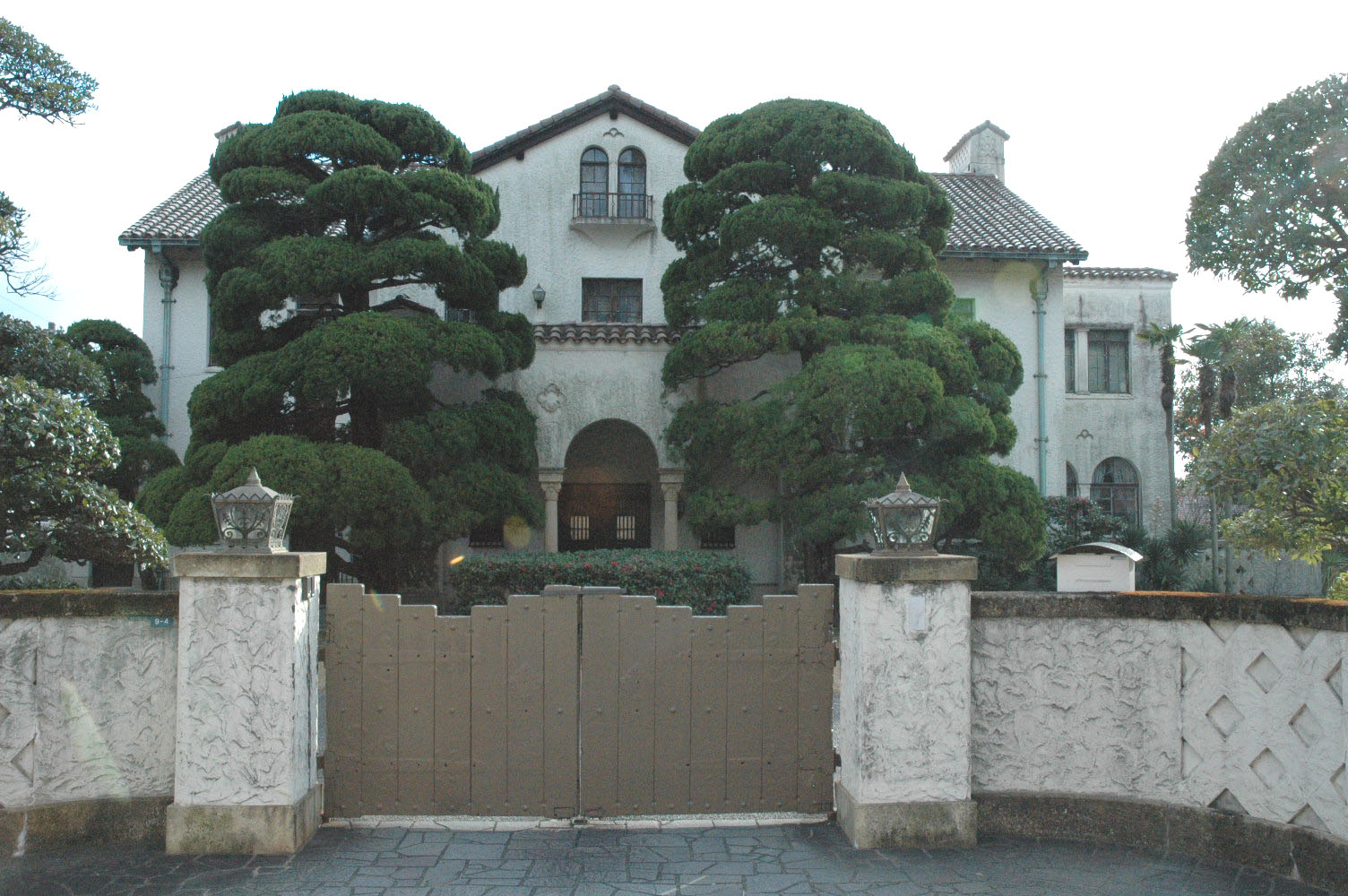
小寺邸 1930年
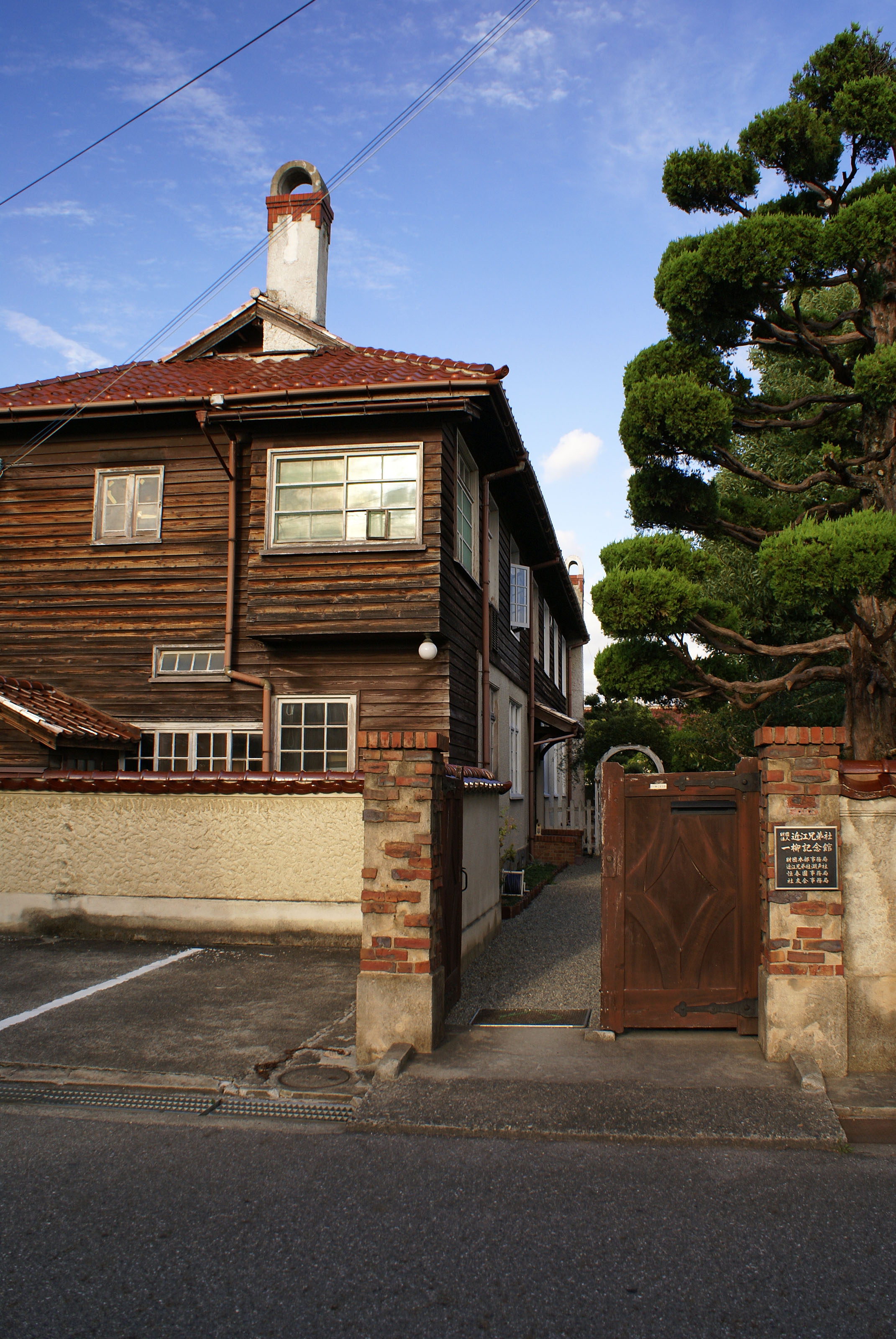
ヴォーリズ記念館 1931年
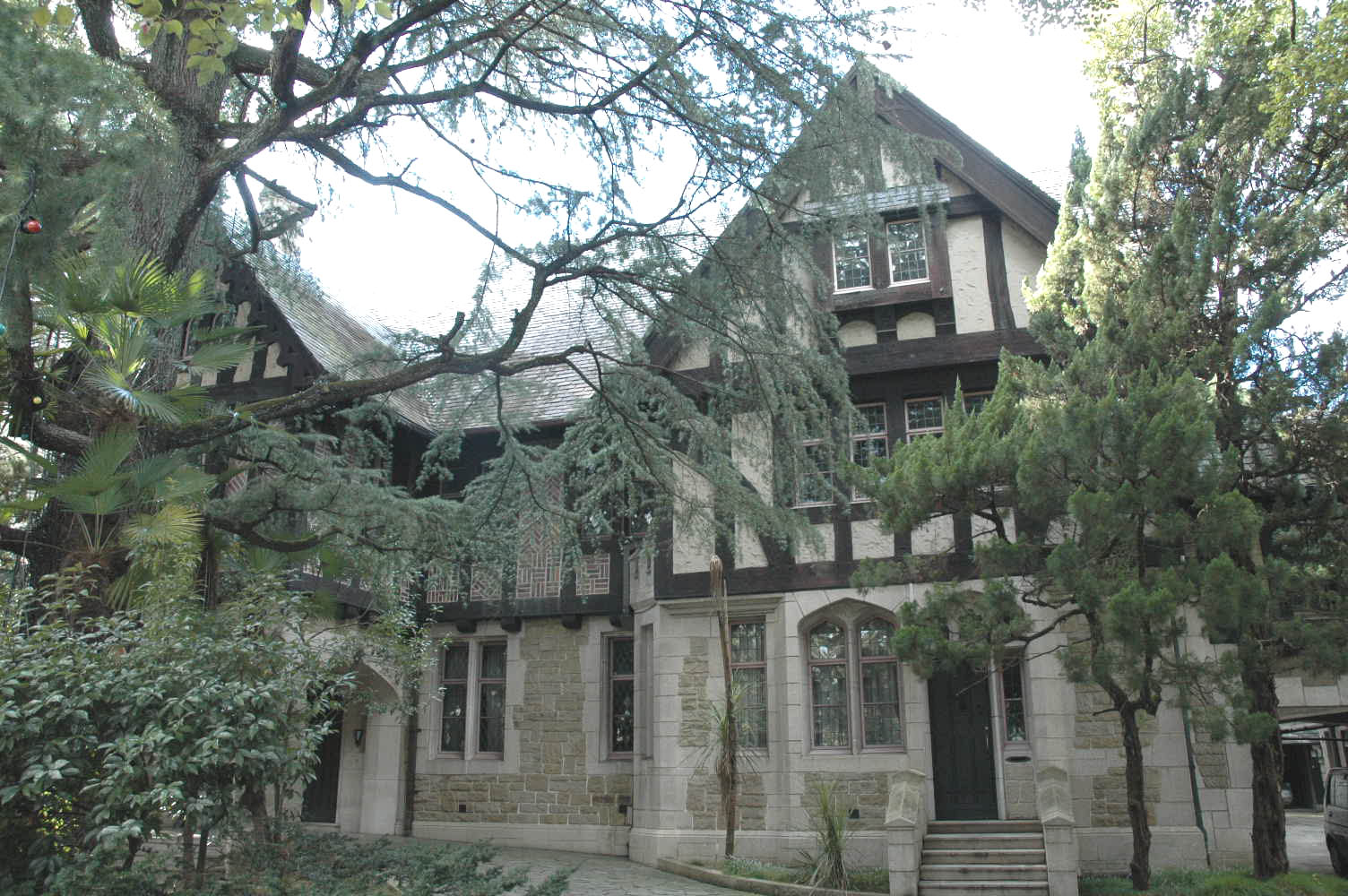
旧下村邸 1934年
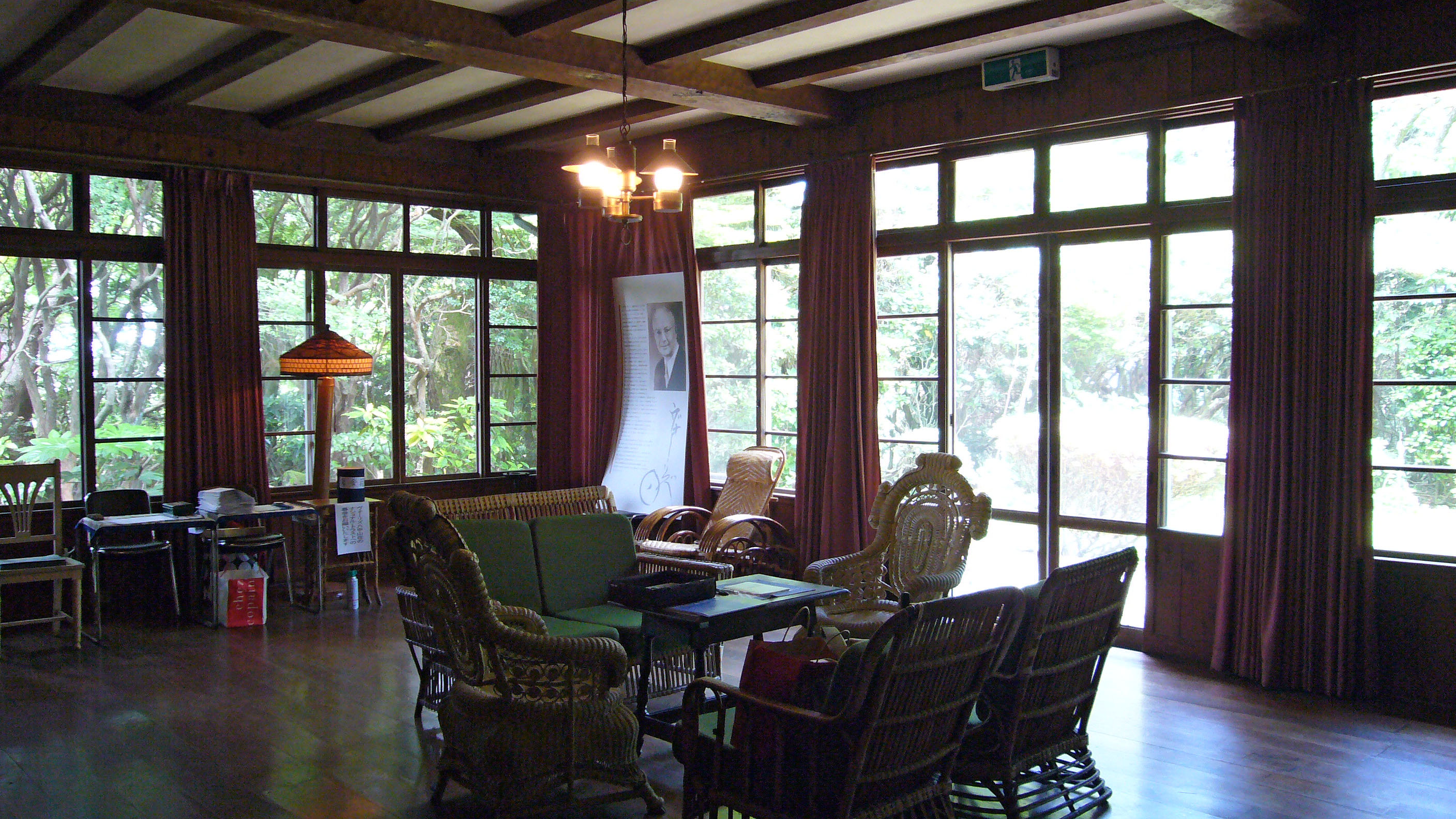
六甲山荘 1934年
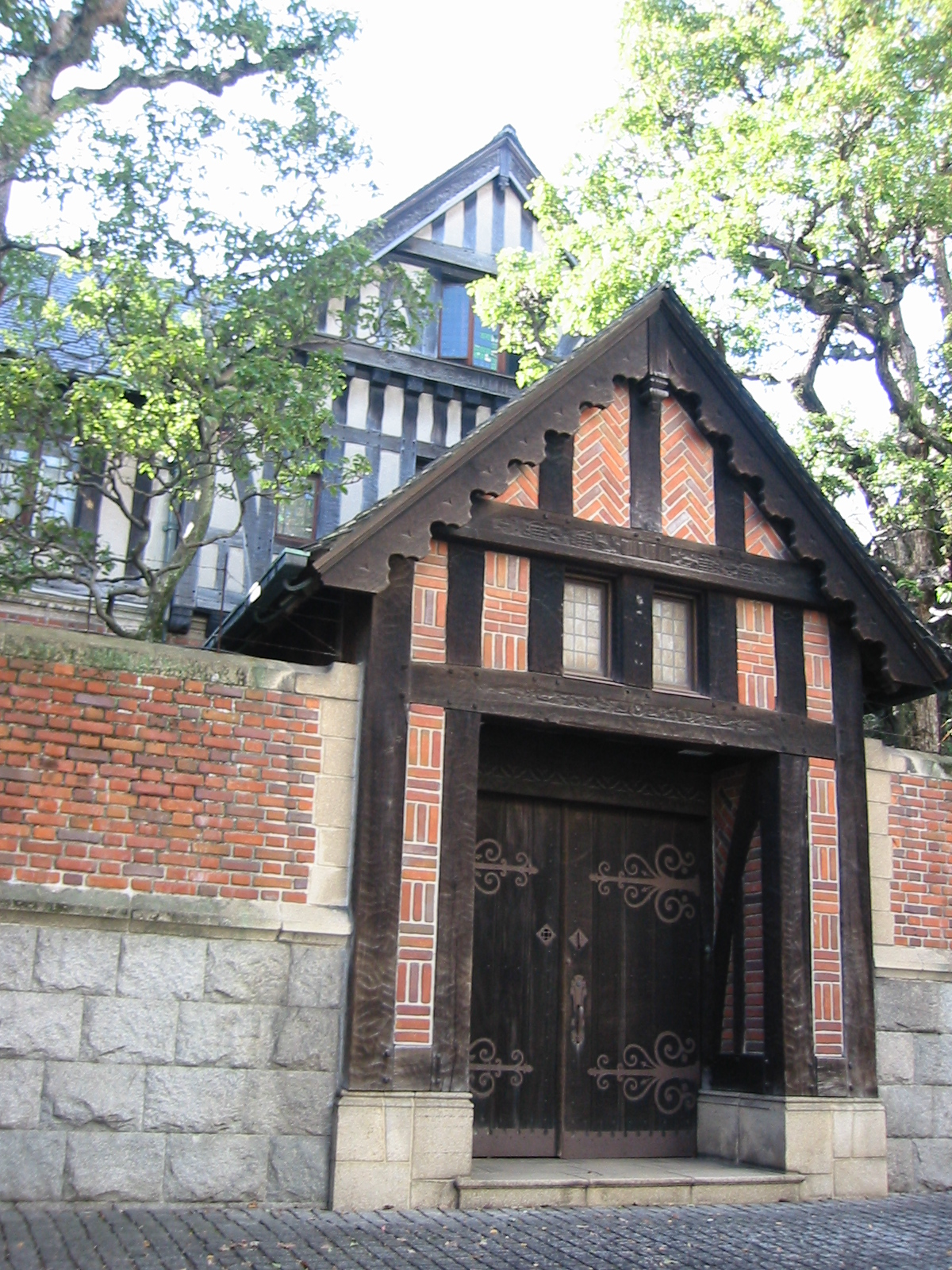
室谷邸 1934年
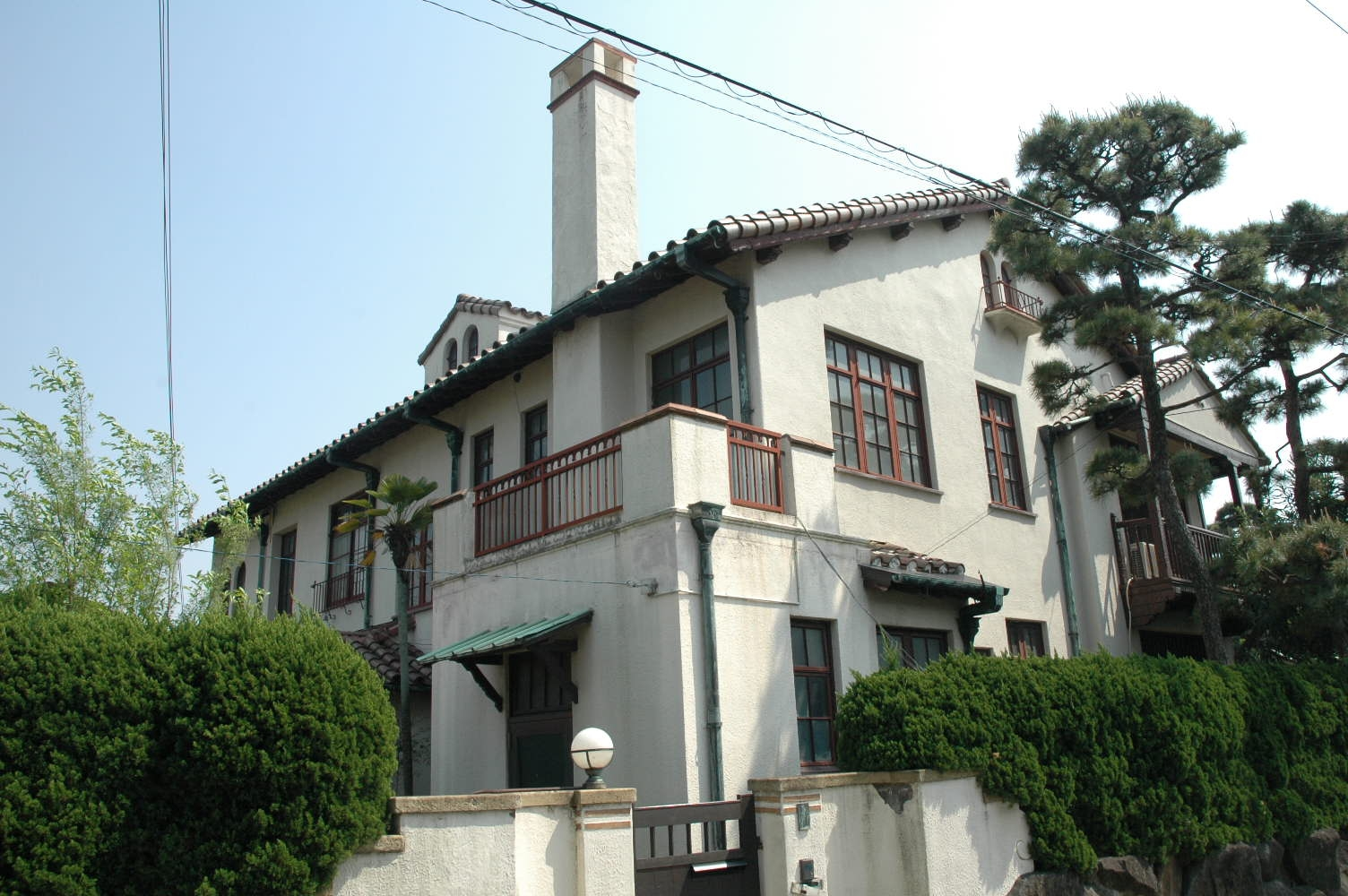
近江岸家住宅 1935年
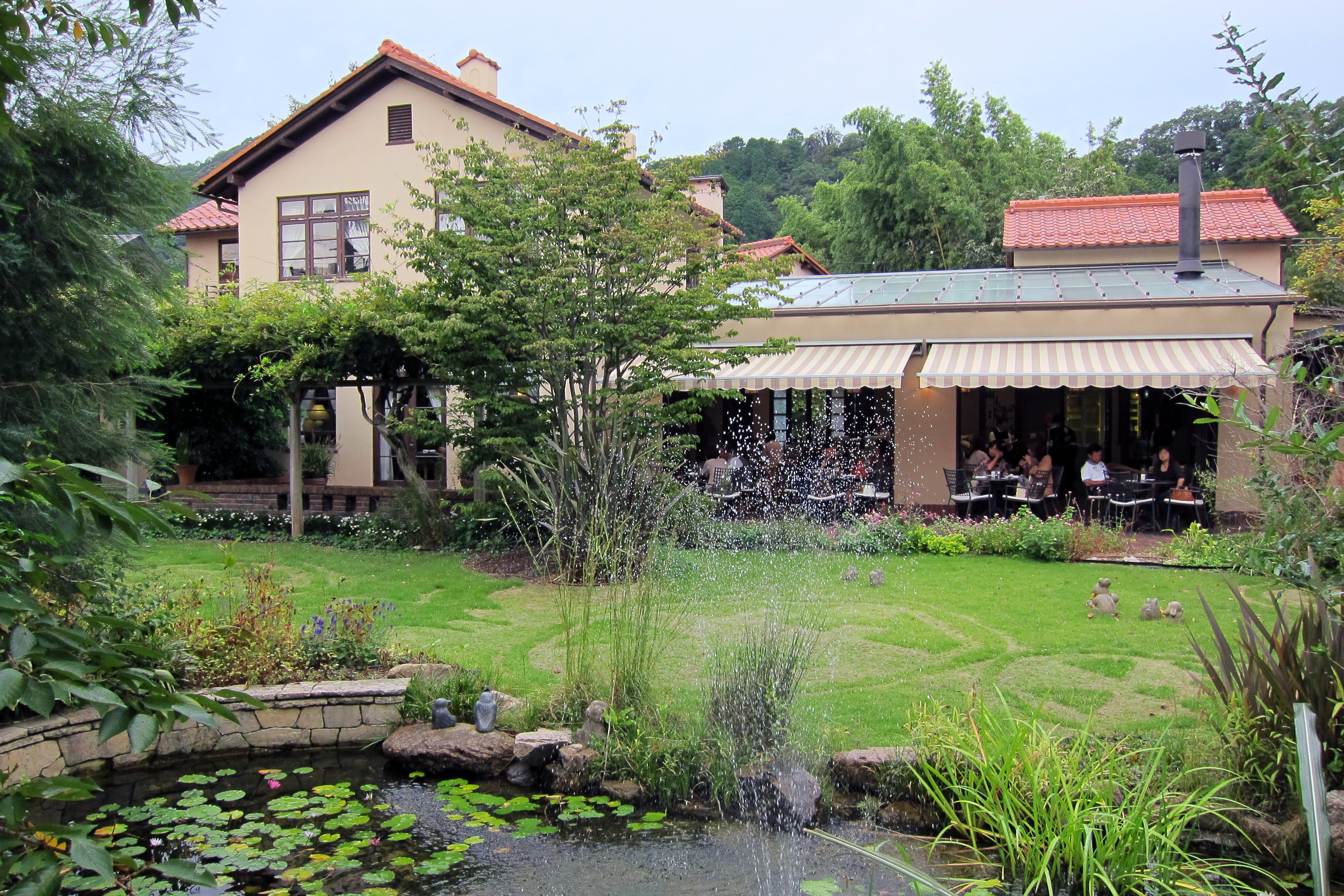
クラブハリエ日牟禮館（旧忠田邸） 1936年
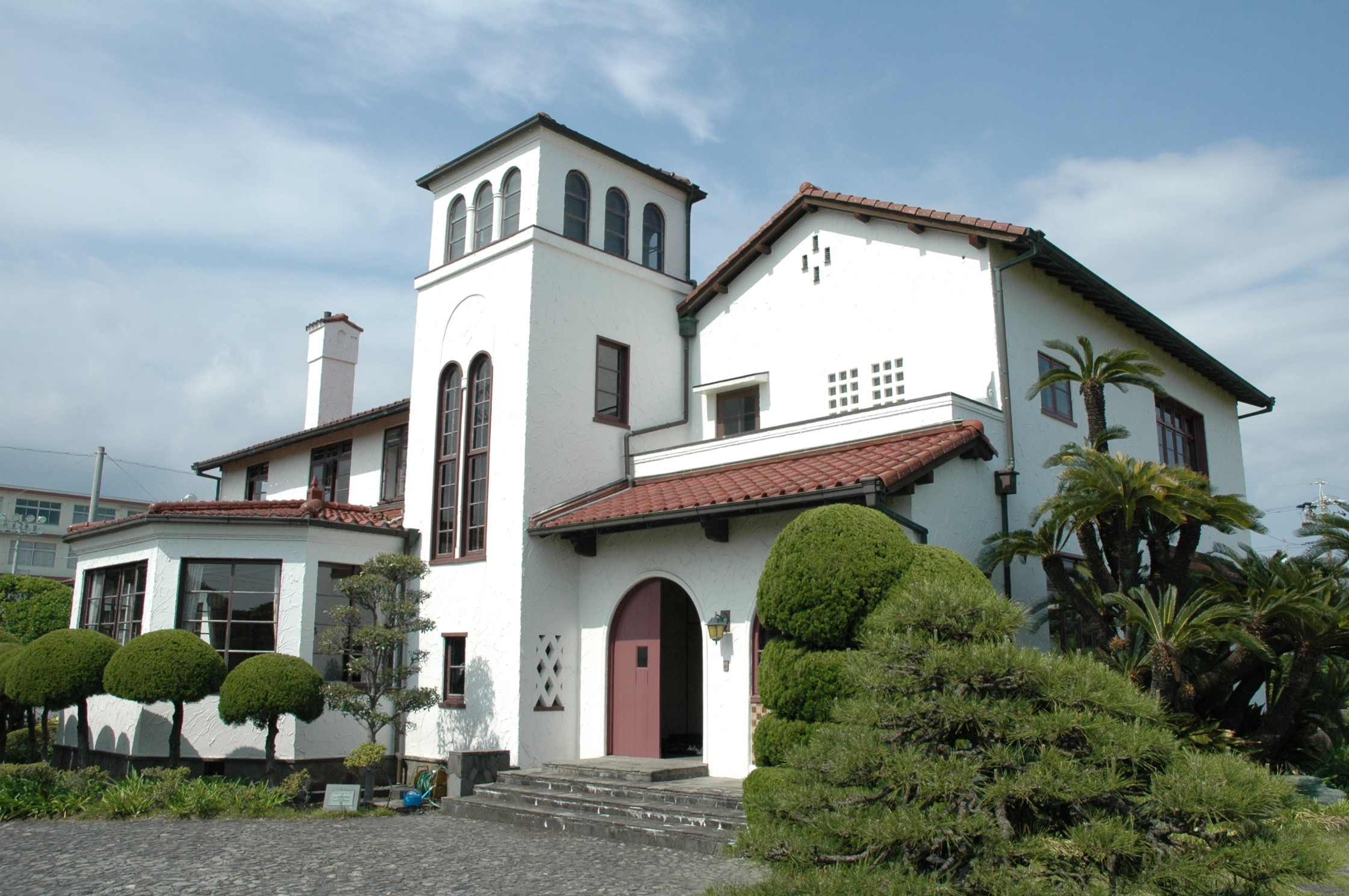
旧マッケンジー邸 1940年
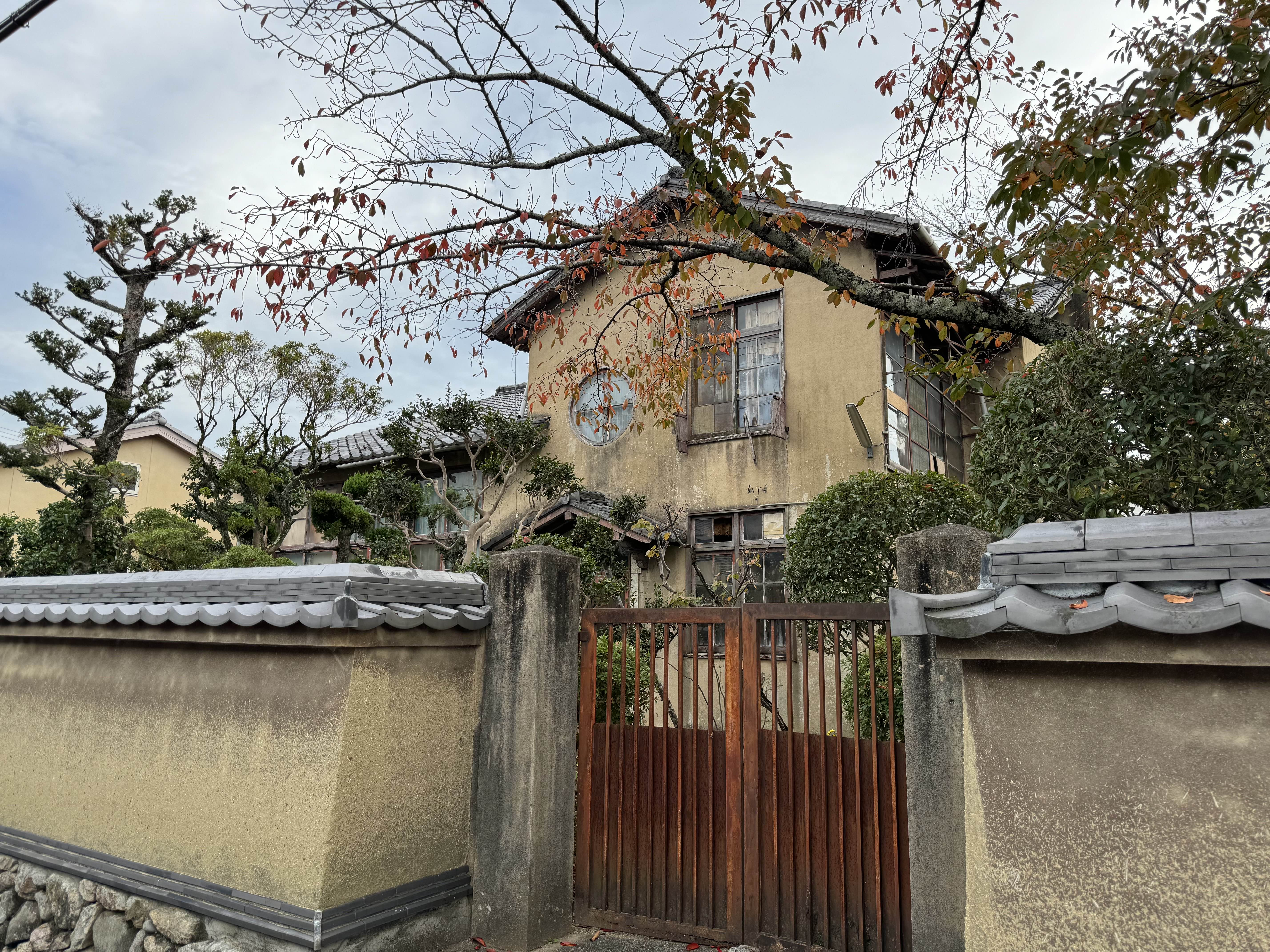
旧栗盛吉蔵邸 1930年代

### その他
| 建造物名                                        | 年                 | 所在地                 | 状態                         | 備考                                       |  |
| ----------------------------------------------- | ------------------ | ---------------------- | ---------------------------- | ------------------------------------------ |  |
| 旧醒井郵便局局舎                                | 1915年（大正4年）  | 滋賀県米原市           | 登録有形文化財               |                                            |  |
| ヴォーリズ記念病院旧本館                        | 1918年（大正7年）  | 滋賀県近江八幡市       | 登録有形文化財               | 別名ツッカーハウス                         |  |
| 旧八幡郵便局                                    | 1921年（大正10年） | 滋賀県近江八幡市       |                              |                                            |  |
| 旧百三十三銀行今津支店 （今津ヴォーリズ資料館） | 1923年（大正12年） | 滋賀県高島市           | 登録有形文化財               |                                            |  |
| 旧矢尾政 (東華菜館)                             | 1924年（大正13年） | 京都市下京区           | 登録有形文化財               |                                            |  |
| 旧寺庄銀行本店 （旧滋賀銀行甲南支店）           | 1925年（大正14年） | 滋賀県甲賀市           | 登録有形文化財               |                                            |  |
| 大同生命肥後橋ビル                              | 1925年（大正14年） | 大阪市西区             | 現存せず                     |                                            |  |
| 旧主婦の友社ビル                                | 1925年（大正14年） | 東京都千代田区         | お茶の水スクエアとして復元。 |                                            |  |
| 旧居留地38番館 （大丸神戸店南一号別館）         | 1928年（昭和3年）  | 兵庫県神戸市中央区     |                              |                                            |  |
| 旧水口図書館                                    | 1928年（昭和3年）  | 滋賀県甲賀市           | 登録有形文化財               |                                            |  |
| 聖バルナバ病院                                  | 1930年（昭和5年）  | 大阪市天王寺区         | 現存せず                     |                                            |  |
| 神戸ゴルフ倶楽部クラブハウス                    | 1932年（昭和7年）  | 兵庫県神戸市灘区       |                              |                                            |  |
| 大丸心斎橋店                                    | 1933年（昭和8年）  | 大阪市中央区           |                              |                                            |  |
| 中村愛児園                                      | 1933年（昭和8年）  | 横浜市中区（現南区）   | 現存せず                     | 1945年（昭和20年）の横浜大空襲により焼失。 |  |
| 旧今津郵便局                                    | 1934年（昭和9年）  | 滋賀県高島市           |                              |                                            |  |
| 旧佐藤新興生活館 （山の上ホテル）               | 1936年（昭和11年） | 東京都千代田区         |                              |                                            |  |
| ヴォーリズ記念病院五葉分館                      | 1936年（昭和11年） | 滋賀県近江八幡市       | 登録有形文化財               |                                            |  |
| 殿田公民館                                      | 1942年（昭和17年） | 京都府南丹市日吉町殿田 | 現存せず                     | 1994年（平成6年）まであった。              |  |

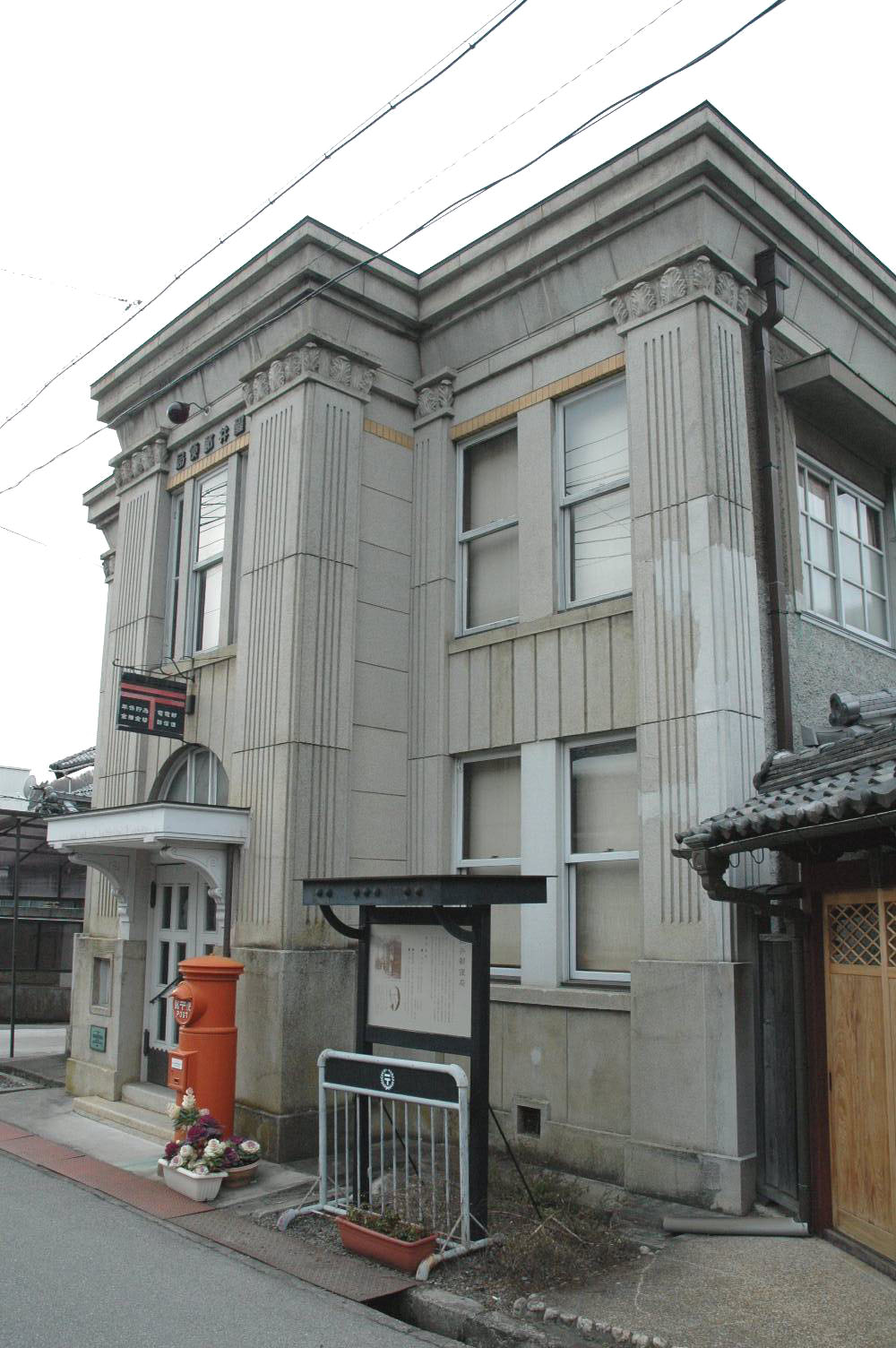
旧醒井郵便局局舎 1915年
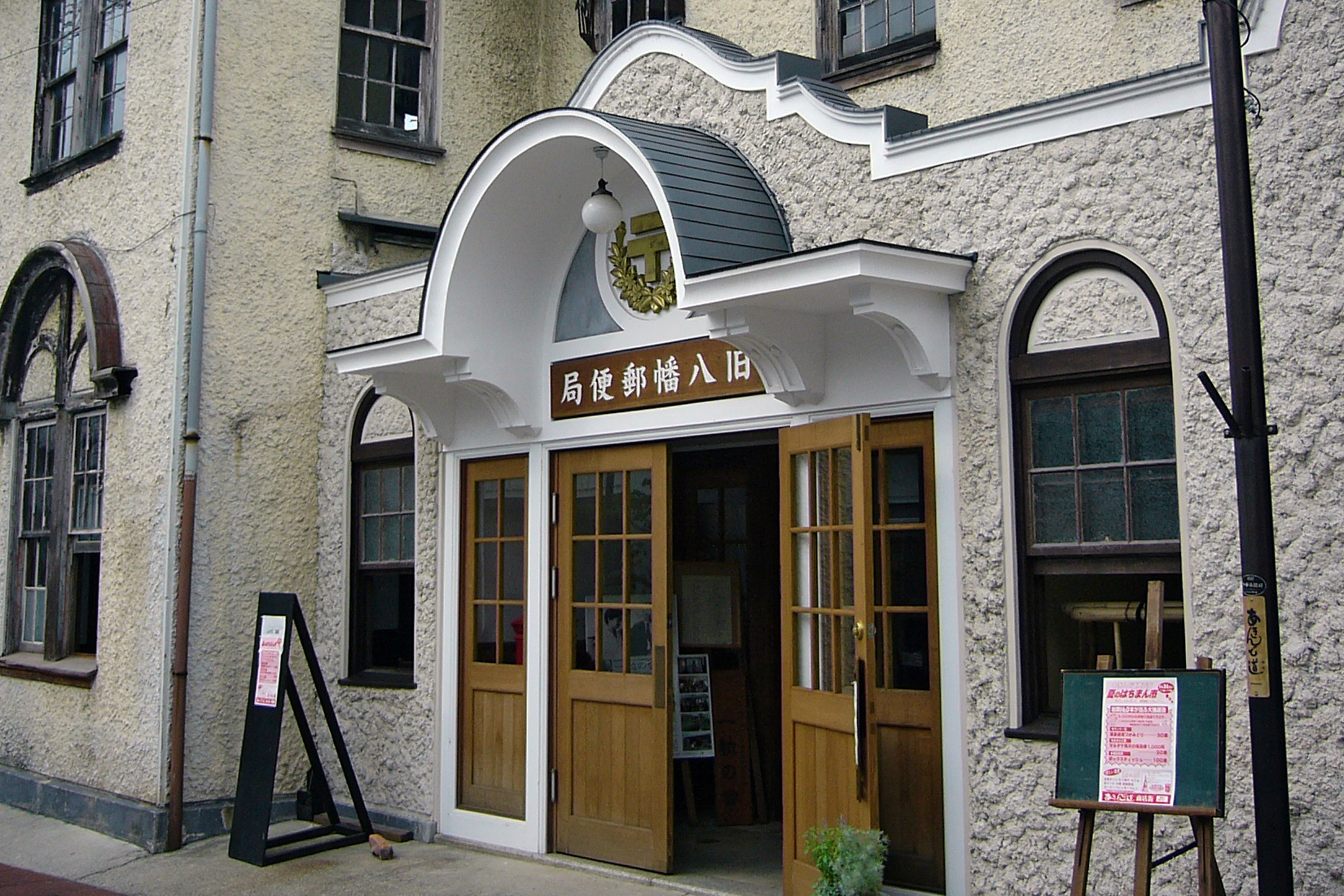
旧八幡郵便局 1921年
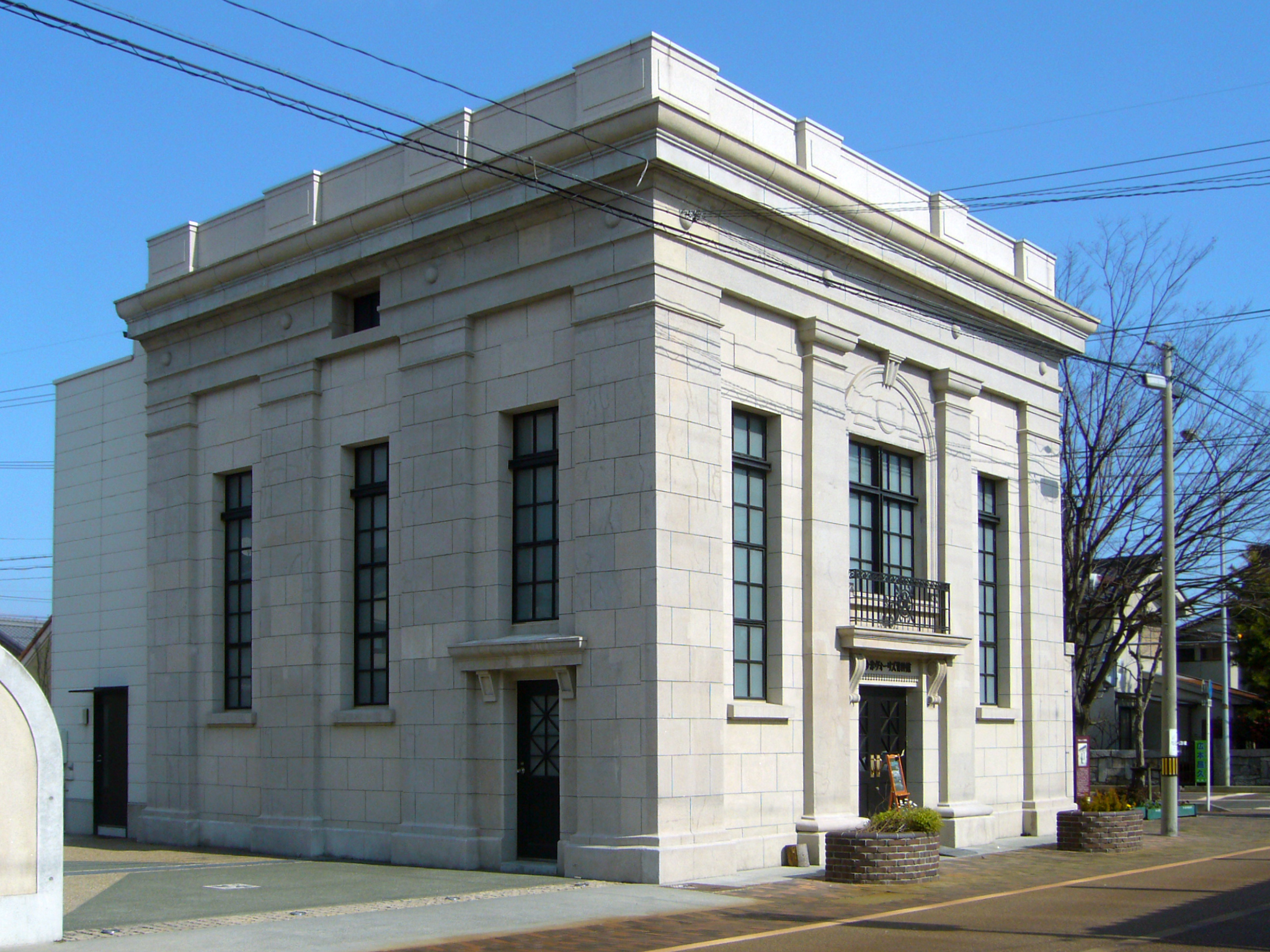
旧百三十三銀行今津支店 1923年
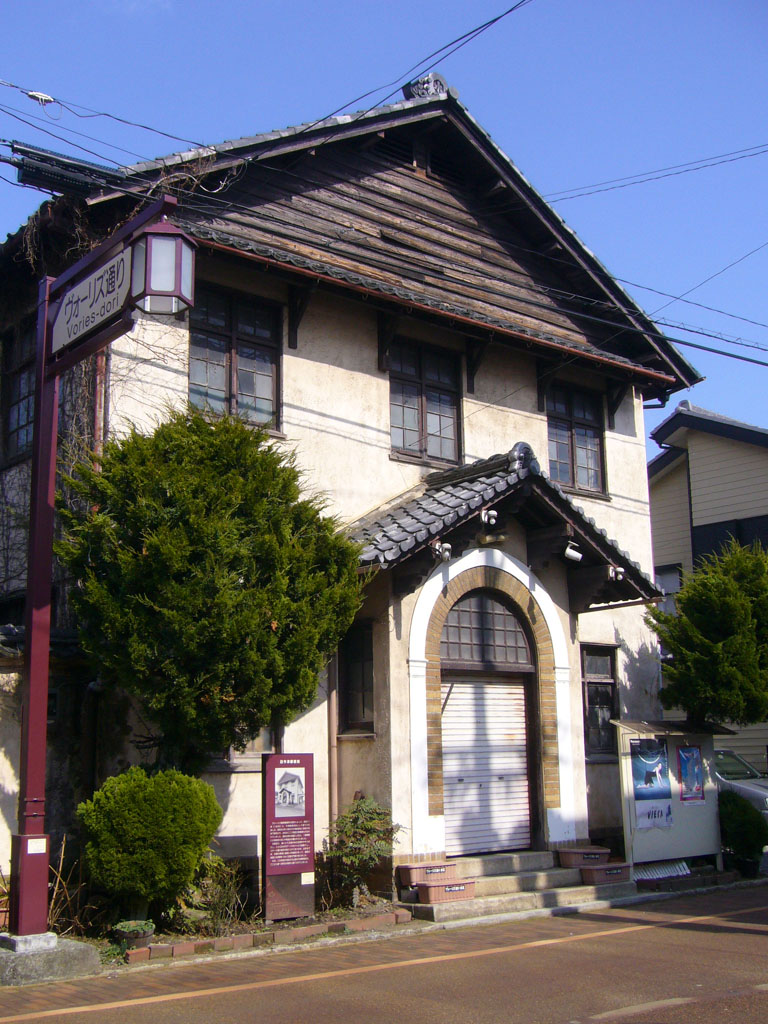
旧今津郵便局 1934年
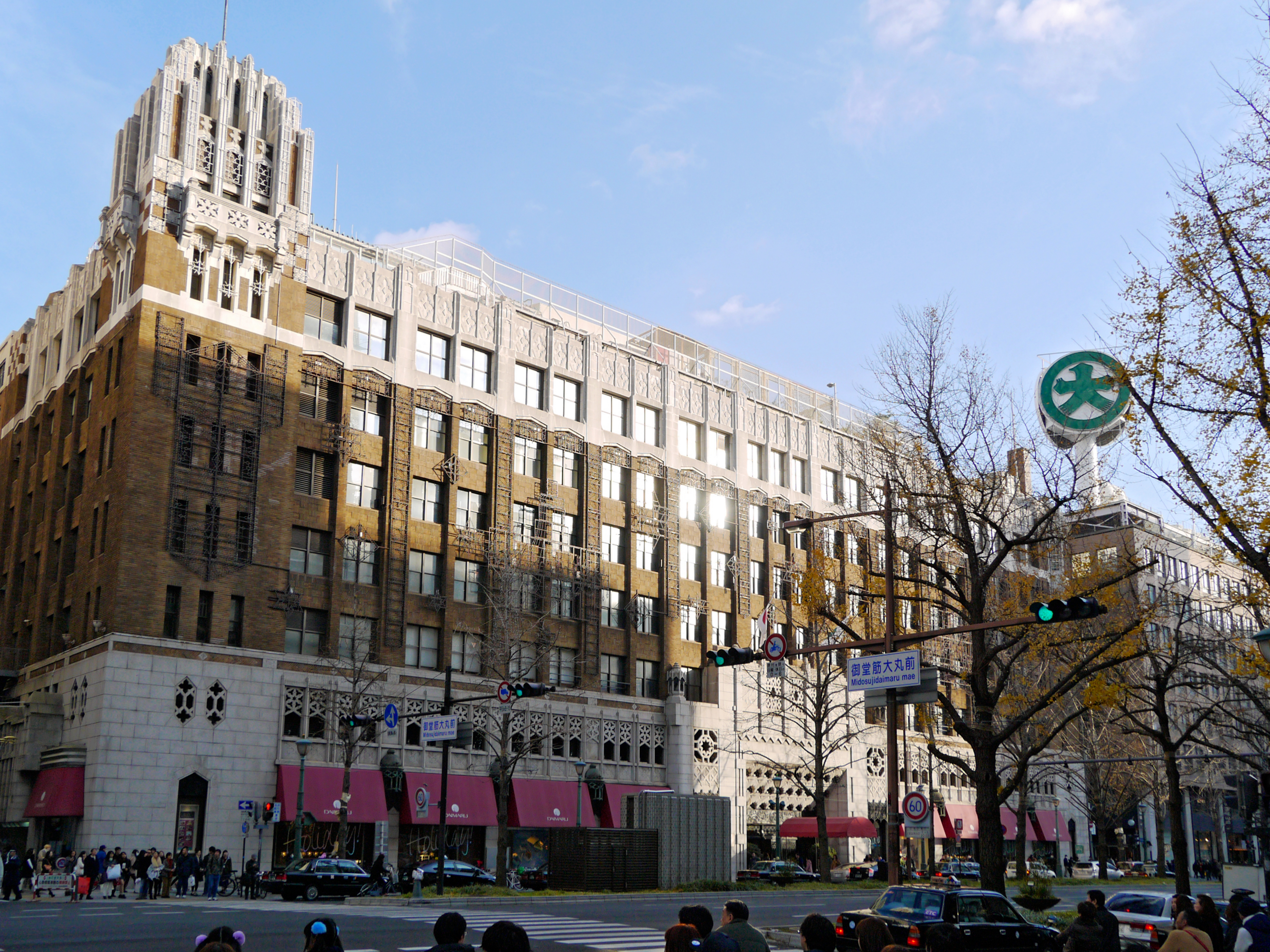
大丸心斎橋店 1922-33
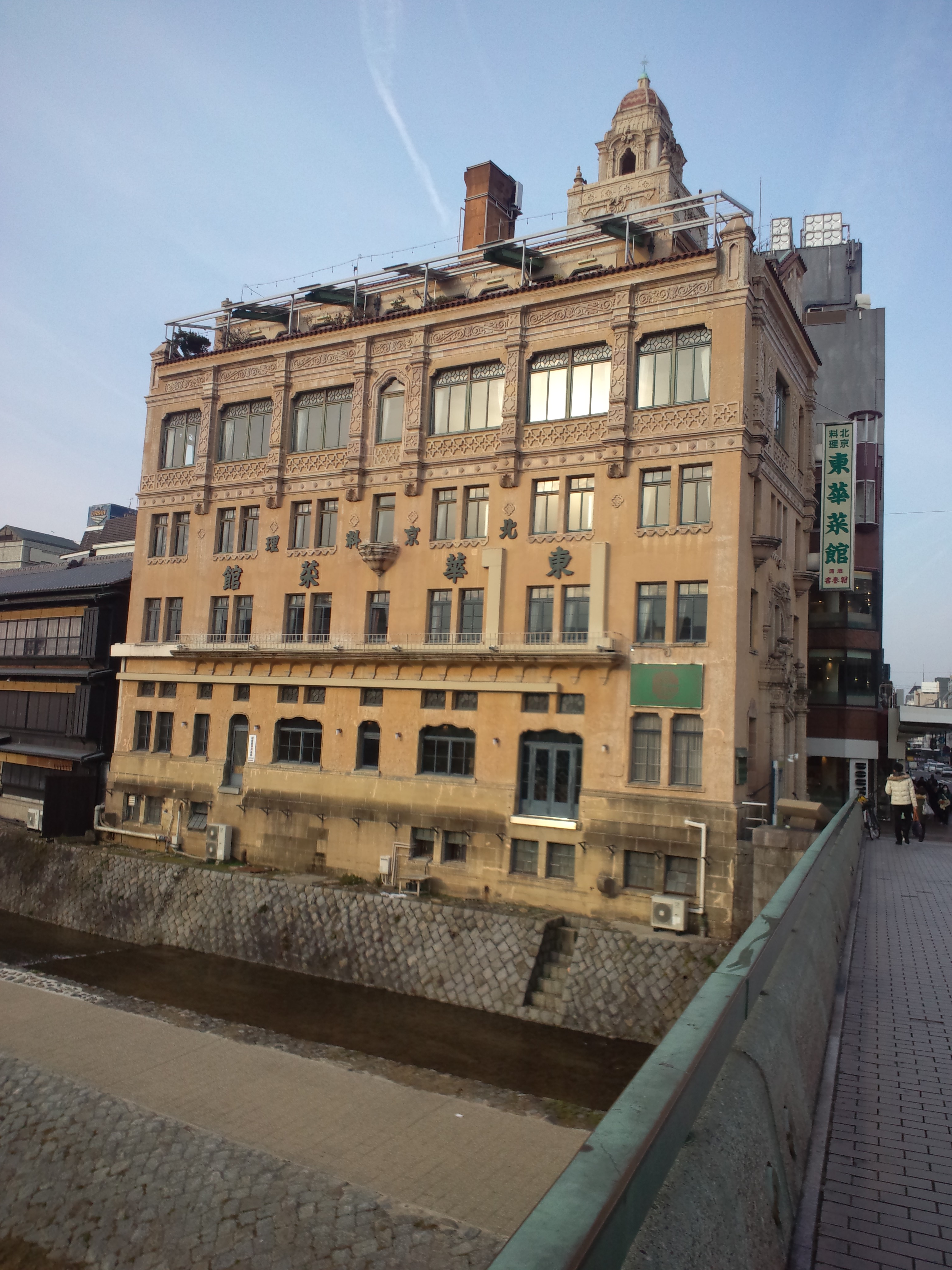
東華菜館 1926年
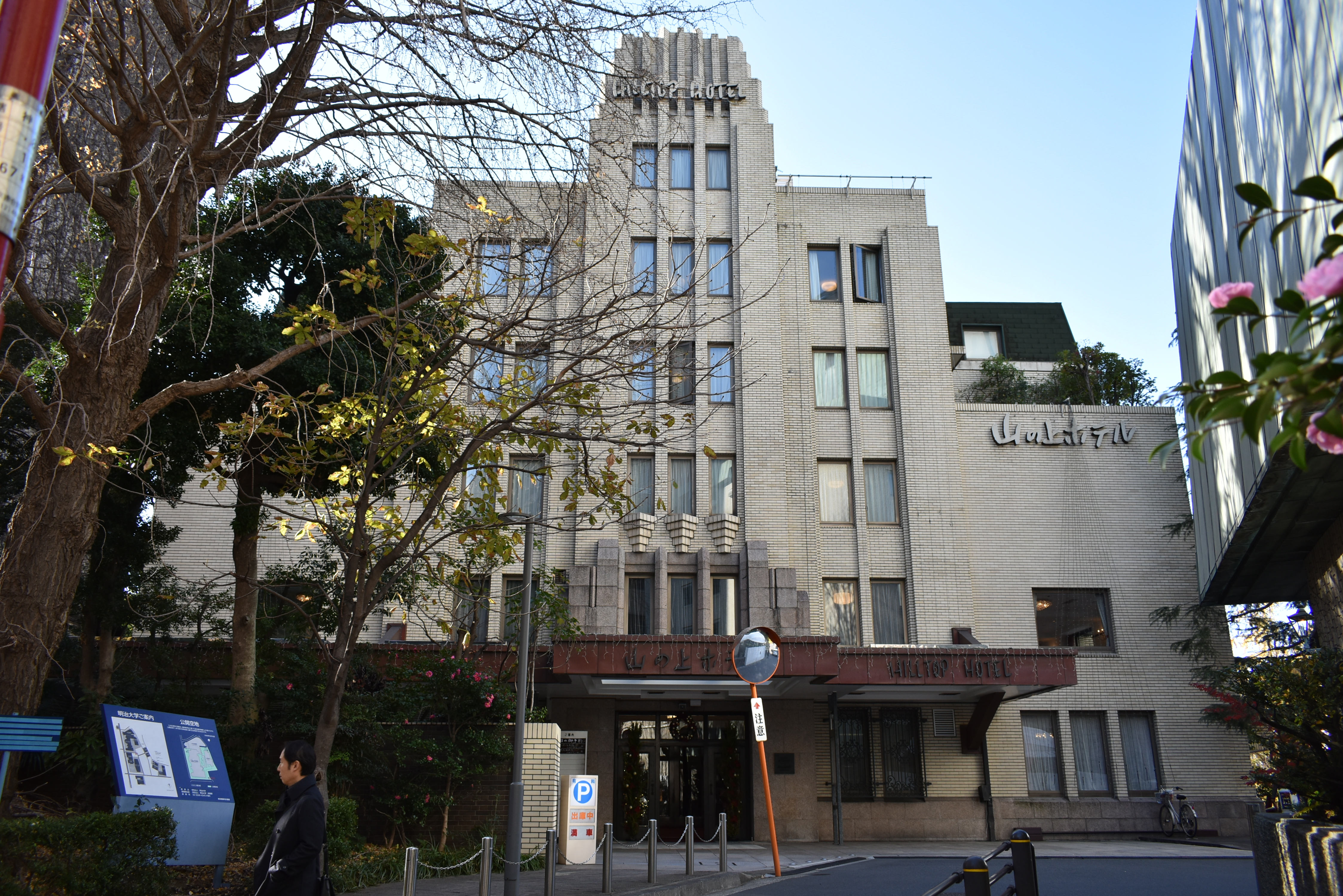
山の上ホテル 1936年
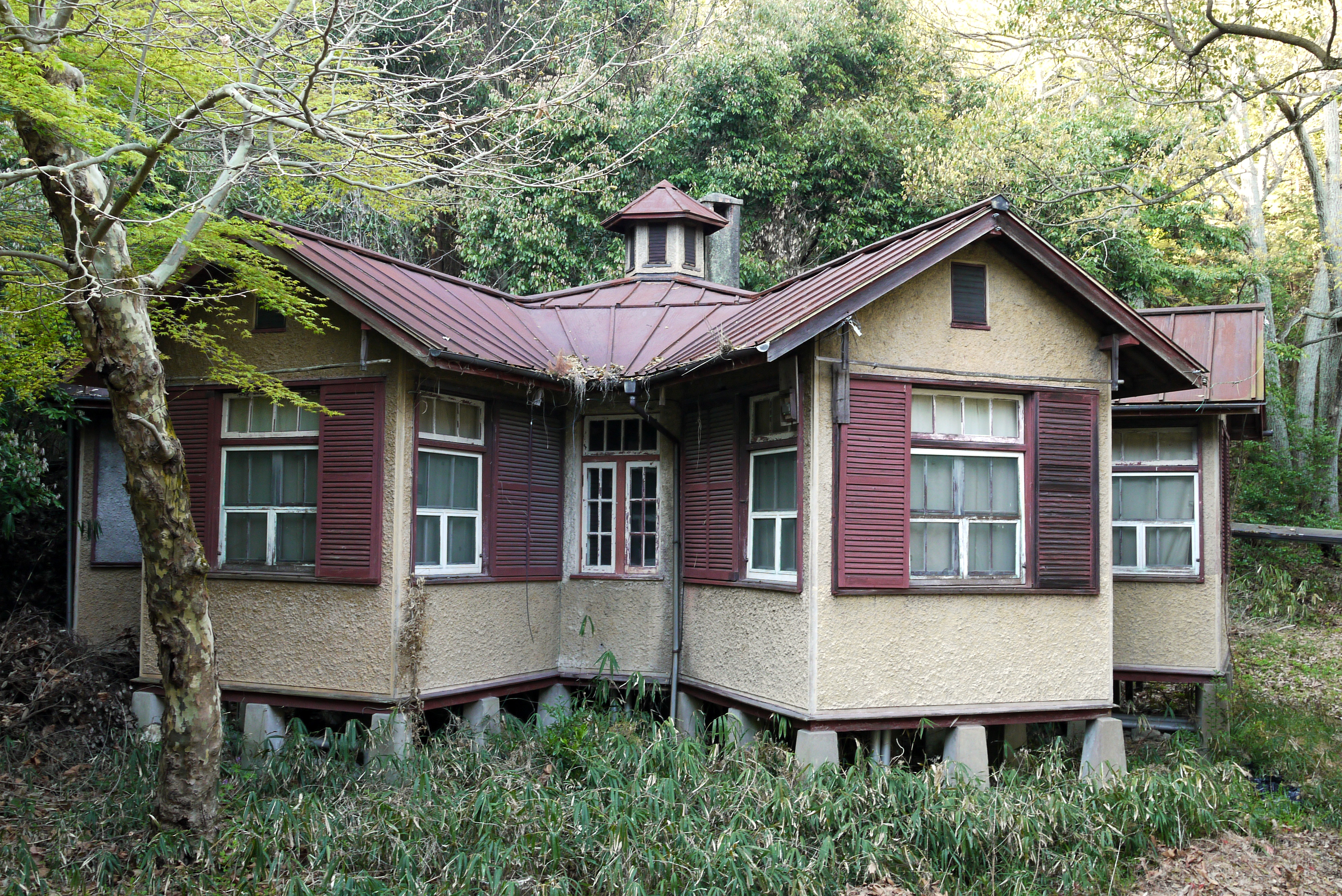
ヴォーリズ記念病院五葉分館 1936年

## 保存活動

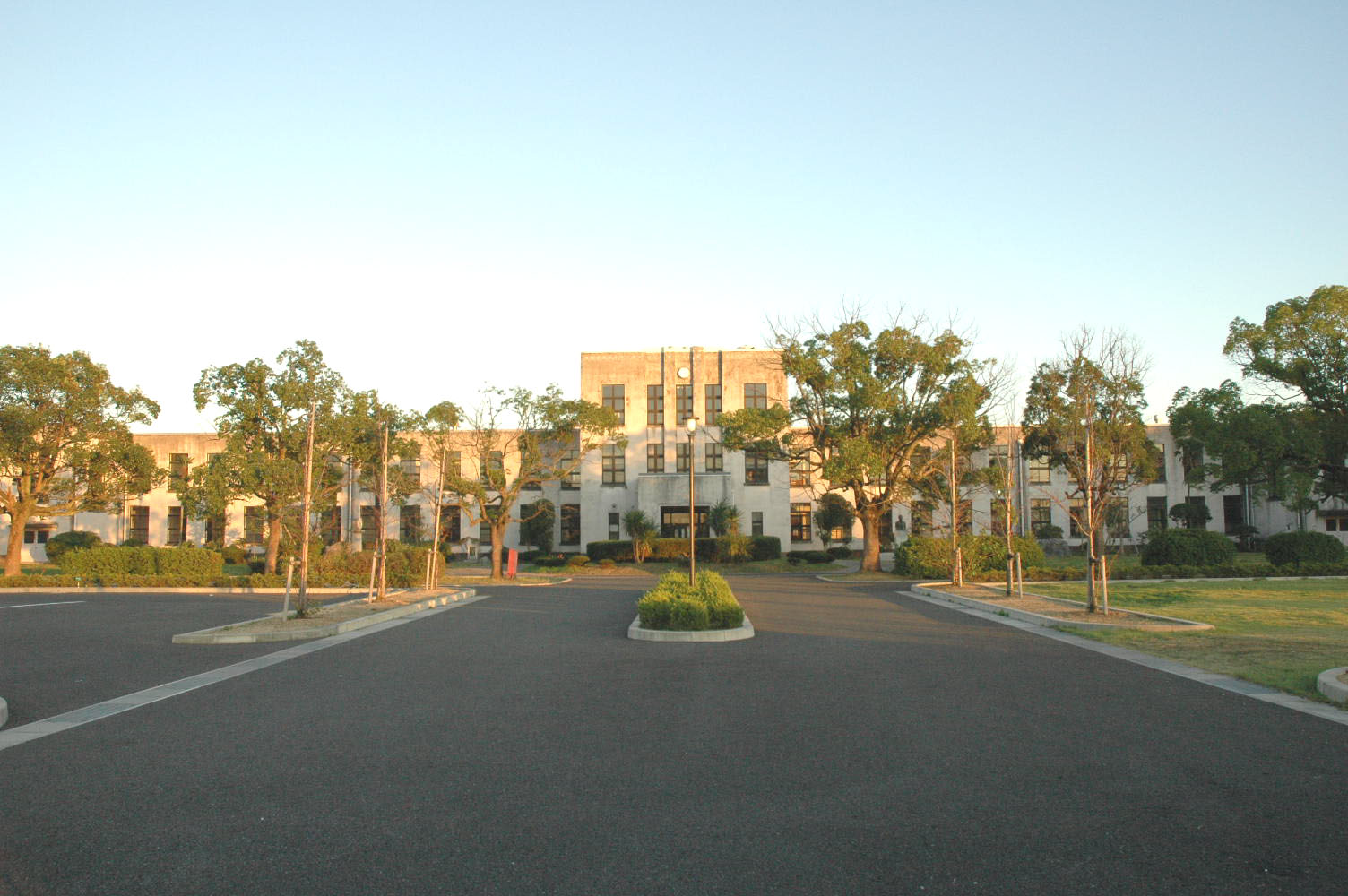
豊郷町立豊郷小学校旧校舎
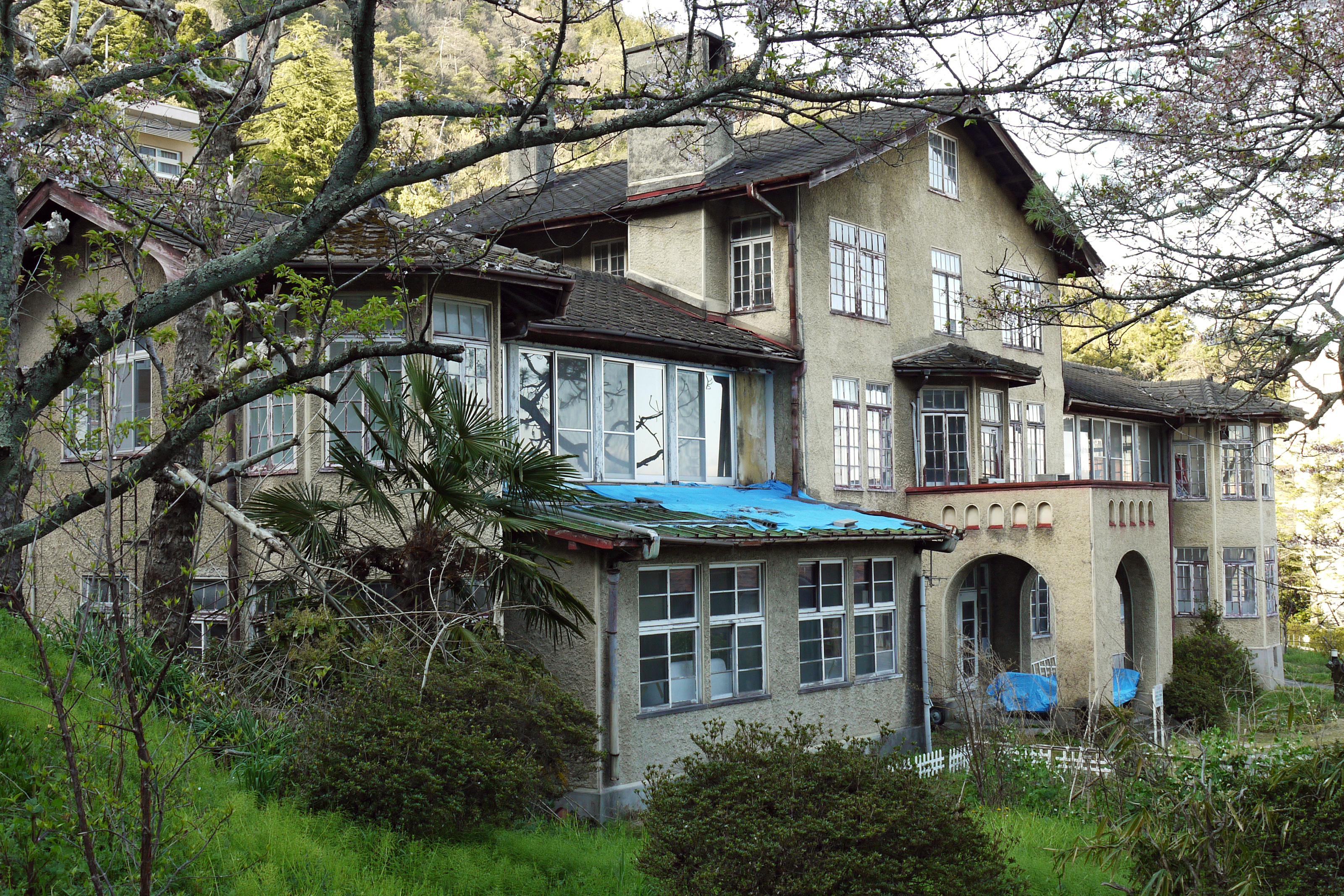
ツッカーハウス

2007年（平成19年）5月、滋賀県近江八幡市や兵庫県西宮市のNPO法人（特定非営利活動法人）など9団体・個人が呼びかけ人となり、北海道から山口県までの約20団体が参加し、「ヴォーリズ建築文化全国ネットワーク」が設立された。

### 豊郷小学校の校舎改築問題
2001年（平成13年）、滋賀県内にあるヴォーリズ建築の豊郷町立豊郷小学校校舎（1937年（昭和12年）建設）を巡り、取り壊して改築しようとした町・PTAと、同校舎を残そうと願う一般の人々（卒業生など地元住民、建築関係者）の間で激しい対立が生じた。
他に、同じ滋賀県にあるツッカーハウス（ヴォーリズ記念病院旧本館）は解体が決定していたが、その後一転して保存が決まり、2014年（平成26年）に国の登録有形文化財に登録された。

## 主著書
- 『The evangelization of rural Japan』近江ミッション、1915年（大正4年）
- 『A Mustard-Seed in Japan』近江ミッション、1922年（大正11年）
- 『吾家の設計』文化生活研究会、1923年（大正12年）
- 『吾家の設備』文化生活研究会、1924年（大正13年）
- 『一粒の信仰』春秋社、1930年（昭和5年）
- 『失敗者の自叙伝』近江兄弟社・湖声社、1970年（昭和45年）

## 参考図書
- 荒川久治『教会が見える風景 - W.M.ヴォーリズの足跡』地域デザイン研究所、1996年 ISBN 4948712132
- 岩原侑『青い目の近江商人ヴォーリズ外伝 - 「信仰と事業の両立」を果たした師ゆかりの地を歩いて』文芸社、2002年 ISBN 483553879X
- 岡田学編『神の国の種を蒔こう』新教出版社、2014年（平成26年）
- 岡田学編『吾家の生活』遵義堂、2015年（平成27年）
- 沖野岩三郎『吉田悦蔵傳』近江兄弟社吉田悦蔵記念出版委員会、1942年
- 奥村直彦『W・メレル・ヴォーリズ - 近江に「神の国」を』近江兄弟社・湖声社、1986年
- 奥村直彦『ヴォーリズ評伝 - 日本で隣人愛を実践したアメリカ人』港の人、2005年 ISBN 4880083321
- 岡林信康『バンザイなこっちゃ！』ゴマブックス、2005年 ISBN 9784777102365
- 国松俊英『ここが世界の中心です - 日本を愛した伝道者メレル・ヴォーリズ』PHP研究所、1998年 ISBN 4569681425
- 佐々木伸尚『今生きるヴォーリズ精神』晃洋書房、2005年 ISBN 4771016526
- 平松隆円(監訳)『メレル・ヴォーリズと一柳満喜子』水曜社、2010年 ISBN 978-4880652467
- 道城献一『「いのち」輝かせて - ヴォーリズの遺したもの "Precious life" a legacy of W.M. Vories on the lakeside』近江兄弟社学園、2006年
- 山形政昭『ヴォーリズの住宅 - 伝道されたアメリカンスタイル』住まいの図書館出版局〈住まい学大系11〉、1988年 ISBN 4795208883
- 山形政昭『ヴォーリズの建築 - ミッション・ユートピアと都市の華』創元社、1989年 ISBN 4422501232
- 山形政昭『ヴォーリズの西洋館 - 日本近代住宅の先駆』淡交社、2002年 ISBN 4473018903
- 山形政昭(監修)『ヴォーリズ建築の100年』創元社、2008年 ISBN 9784422501246
- 山崎富美子『ヴォーリズさんのウサギとカメ』上ヶ原文庫、2008年 ISBN 9784990378400
- 山田プランニング(編纂)『ウィリアム・メレル・ヴォーリズ - 写真集 日本人を越えたニホン人』びわ湖放送、1998年 ISBN 4939022994
- 吉田悦蔵『近江の兄弟』近江兄弟社、1949年
- 吉田悦蔵『一粒の信仰』春秋社、1930年
- 吉田悦蔵『近江兄弟社に就いて』湖畔プレス、1937年
- 吉田与志也『信仰と建築の冒険 - ヴォーリズと共鳴者たちの軌跡』サンライズ出版、2019年5月
- 山形政昭・吉田与志也『ウィリアム・メレル・ヴォーリズ　失意も恵み』ミネルヴァ書房「ミネルヴァ日本評伝選」、2021年9月
- 山形政昭『ウィリアム・メレル・ヴォーリズの建築 ― ミッション建築の精華』創元社、2018年8月20日 ISBN 9784422501284
- 『静岡英和女学院百年史』静岡英和女学院、1990年11月26日

## 参考記事
- 「ヴォーリズ没後50年」『日本経済新聞』朝刊2014年11月15日文化面（執筆は大阪・文化担当 田村広済）

## 関連書籍
- 門井慶喜『屋根をかける人』KADOKAWA、2016年12月 - ヴォーリズを主人公とした歴史小説